# Urgeschichte Palästinas

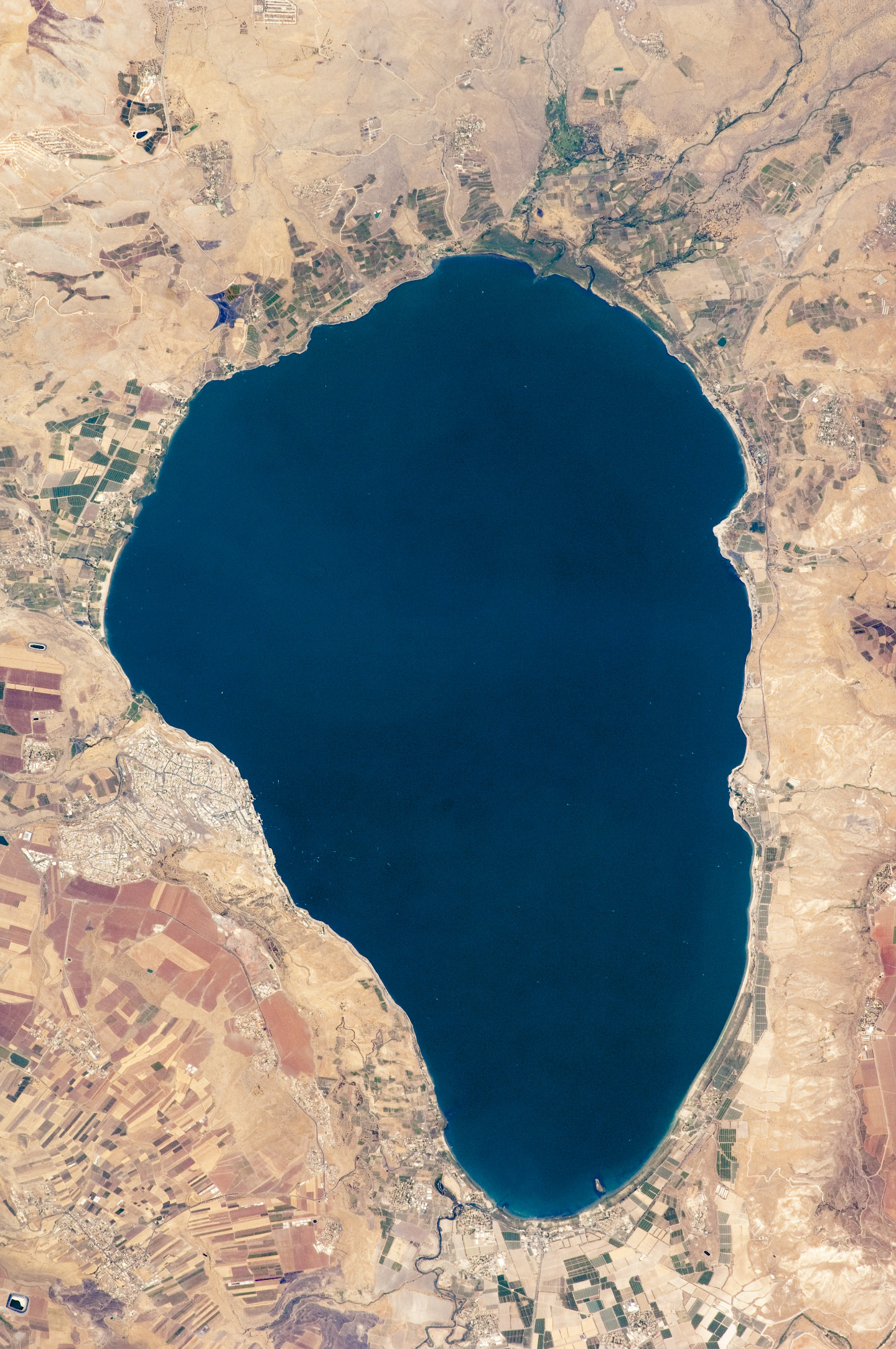
Einige Vertreter des Homo erectus verließen den afrikanischen Kontinent vor rund zwei Millionen Jahren. Die ältesten als gesichert geltenden menschlichen Spuren in Palästina ließen sich auf 1,4 Millionen Jahre datieren und wurden südlich des Sees Genezareth am Ausfluss des Jordans aufgefunden

Die Urgeschichte Palästinas reicht von den ältesten menschlichen Spuren bis an den Beginn der schriftlichen Überlieferung. Die Region Palästina bezeichnet in der Regel Teile der Gebiete der heutigen Staaten Israel, Jordanien, zum Teil auch Syrien, einschließlich Gazastreifen und Westjordanland.
Die lateinische Landesbezeichnung Palaestina, aus der die deutsche Form Palästina und weitere europäische Schreibungen wie englisch und französisch Palestine entstanden sind, geht auf die seit Herodot (5. Jahrhundert v. Chr.) bezeugte griechische Form Palaistinē zurück.

## Erste Spuren

### Homo erectus
Einige Vertreter des Homo erectus verließen Afrika vor rund zwei Millionen Jahren. Die ältesten als gesichert geltenden Spuren in Palästina und Israel ließen sich auf 1,4 Millionen Jahre datieren und wurden südlich des Sees Genezareth entdeckt.
Die archäologische und paläoanthropologische Fundstätte, die rund drei Kilometer südlich des See Genezareth im mittleren Jordan-Tal, unweit des Kibbuz Beit Zera liegt, nennt sich ʿUbeidiya (arabisch العبيدية, DMG al-ʿUbaidiyya; hebräisch עובידיה) und ist seit den frühen 1960er-Jahren nach den Dmanissi-Schädeln aus Georgien – die mit rund 1,4 Millionen Jahren zweitälteste, sicher datierte Fundstätte von Fossilien der Gattung Homo außerhalb Afrikas. Die Fundstätte wurde nach dem 1948 zerstörten palästinensischen Dorf Al-ʿUbaydiyya benannt.

### Neandertaler
Eine weitere Wanderungswelle folgte vor etwa 600.000 Jahren. Vor mindestens 250.000 Jahren erschienen Neandertaler (ihnen zugewiesene Steinbearbeitungstechniken ließen sich belegen) in der Region und weitere kamen möglicherweise in kalten Zeiten aus Europa, die hier gleichzeitig mit dem archaischen Homo sapiens lebten. Er gilt als direkter Vorfahr des heutigen Menschen, entwickelte sich vor mindestens 200.000 Jahren in Ostafrika und lässt sich in Palästina vor 110.000 Jahren nachweisen. Einige dieser anatomisch modernen Menschen dürften vor etwa 130.000 Jahren Afrika verlassen haben. Doch vor 80.000 Jahren verschwanden sie wieder aus der Gegend, um vor 50.000 Jahren wieder dort aufzutauchen. Erneut lebten sie mit Neandertalern in derselben Region, wahrscheinlich kam es zu gemeinsamen Nachkommen. Vor 45.000 bis 28.000 Jahren verschwand der Neandertaler.

### Jäger und Fischer
Im Jordantal entstand vor 70.000 Jahren der 200 km lange, 2000 km² große Lisan-See, der bis 12.000 v. Chr. existierte. Die Menschen lebten weiterhin von der Großwildjagd, auch kleinere Tiere und Fischfang spielten eine immer größere Rolle, dazu kam weiterhin die Sammeltätigkeit.
Bereits um 18.000 v. Chr. mehren sich Anzeichen für dauerhaftere Lager – eine dorfartige Struktur ist nachgewiesen –, eine begrenzte Produktion von Lebensmitteln und wilde Gerste wurde gemahlen und gebacken. Hauptjagdwild waren Gazellen, an deren Wanderwegen Lager entstanden. Um 12.000 v. Chr. erschienen Häuser aus halbrunden Steinsetzungen mit Aufbauten aus Lehm, spätestens 11.000 v. Chr. wurde Getreide angebaut. Es mehrten sich die Anzeichen für Rituale und Opfer, die Toten wurden meist in kontrahierter Stellung beigesetzt, gelegentlich die Schädel separat beerdigt. Die bis dahin recht abstrakte Kunst wurde durch realistischere Darstellungen ergänzt, die als älteste Bilddokumente Vorderasiens gelten.

### Landbau
In der Epoche zwischen 9500 und 8800 v. Chr. wurde zwar Landbau betrieben, doch die Herstellung von Tongefäßen war noch nicht bekannt. Wichtigster Fundort ist Jericho, das aus den Siedlungen, die meist weniger als einen halben Hektar groß waren, mit einer Fläche von 4 ha weit herausragt. Um 8000 v. Chr. umgab die vielleicht 3000 Menschen bergende Stadt eine Mauer von 3 m Höhe, doch zwischen 7700 und 7220 v. Chr. war die Stadt unbewohnt. Seit 8300 v. Chr. breitete sich die bis dahin auf das Jordantal und die Golanhöhen begrenzte Getreideproduktion weiter aus, um 7600 v. Chr. kam es zu einer starken Ausweitung des Siedlungsraums, die mit Wanderbewegungen einherging oder mit einem stärkeren Bevölkerungswachstum. Die meisten der älteren Siedlungen wurden aufgegeben.
Jericho entstand um 7220 neu und war bis 6400 v. Chr. bewohnt. Die Migrationsmuster der Epochen vor den „Mega-Dörfern“ wurden um 7000 wieder aufgenommen, daneben bestanden weiterhin feste Siedlungen. Erst nach dieser Phase erfolgte die Stabilisierung, die die Voraussetzung für urbane Strukturen bot, zudem kam Keramik in Gebrauch. Schaʿar haGolan, eine Fundstätte von 20 ha Fläche, dürfte die größte Stadt zwischen 6400 und 6000 v. Chr. gewesen sein. Fernhandel lässt sich bis nach Anatolien und zum Nil belegen, vielleicht fanden Wanderungen dorthin statt. Zwischen etwa 5500 und 4500 v. Chr. bestanden, wohl aufgrund klimatischer Verschlechterungen, keine Kontakte zu Ägypten. Zwischen 4400 und 4000 v. Chr. deuten dort wieder Viehhaltung und Art der Landwirtschaft auf palästinensische Ursprünge. In der Kupfersteinzeit war Teleilat Ghassul im Jordantal mit 20 ha Fläche eine der größten Siedlungen. Sie barg geräumige Häuser von 3,5 mal 12 m Grundfläche, sowie einen Tempel. Zwischen 3500 und 3300 v. Chr. kam es zu einem drastischen kulturellen Einbruch, doch Spuren von Gewalt ließen sich bisher nicht belegen.
Danach setzte eine bronzezeitliche, als „frühurban“ bezeichnete Epoche ein, die Handelsbeziehungen weit über Palästina und Israel hinaus unterhielt, vor allem nach Ägypten. Ägypter lassen sich entlang der Handelswege nach Palästina und Israel in einem Siedlungsnetzwerk belegen. Das nunmehr unter einem Pharao zentralisierte Ägypten suchte, zum Teil mit Gewalt, die Kontrolle über Rohstoffe zwischen dem Sinai und dem Libanon zu gewinnen, die für die enorme Bautätigkeit im Zusammenhang mit den dortigen Pyramiden von großer Bedeutung waren. Eng mit diesen Kämpfen dürfte die Existenz zahlreicher befestigter Siedlungen zusammenhängen. Mehr als 260 Siedlungen mit insgesamt vielleicht 150.000 Einwohnern sind aus dieser Epoche allein in Westpalästina bekannt, vor allem in Galiläa, Samarien und Juda. Unter ihnen waren Beth Yerah und Yarmuth mit 20 und 16 ha die größten, einige Städte wiesen bis zu 8 m dicke Stadtmauern auf, Beth Yerah hatte vielleicht 4000 bis 5000 Einwohner. Stadttore und große Tempelanlagen wie in Megiddo wurden errichtet. Am Ende der Frühen Bronzezeit kam es zu einem Zusammenbruch der städtischen Kultur und zu einer Dominanz der Weidewirtschaft. Zugleich griffen „Asiaten“ immer wieder das Nildelta an, bis dort die semitischen Hyksos nach 1700 v. Chr. die Herrschaft übernahmen.

## Paläolithikum
Unter Paläoanthropologen herrscht Einvernehmen darüber, dass sowohl Neandertaler als auch anatomisch moderne Menschen (Homo sapiens) im afrikanischen Homo erectus einen gemeinsamen Vorfahren hatten. Einige Vertreter des Homo erectus verließen Afrika während einer ersten Ausbreitungswelle vor rund zwei Millionen Jahren Richtung Levante, Schwarzmeerraum und Georgien sowie möglicherweise über Nordwestafrika Richtung Südspanien. Die frühe Besiedlung Georgiens ist durch die 1,8 Millionen Jahre alten Fossilien von Dmanissi belegt.

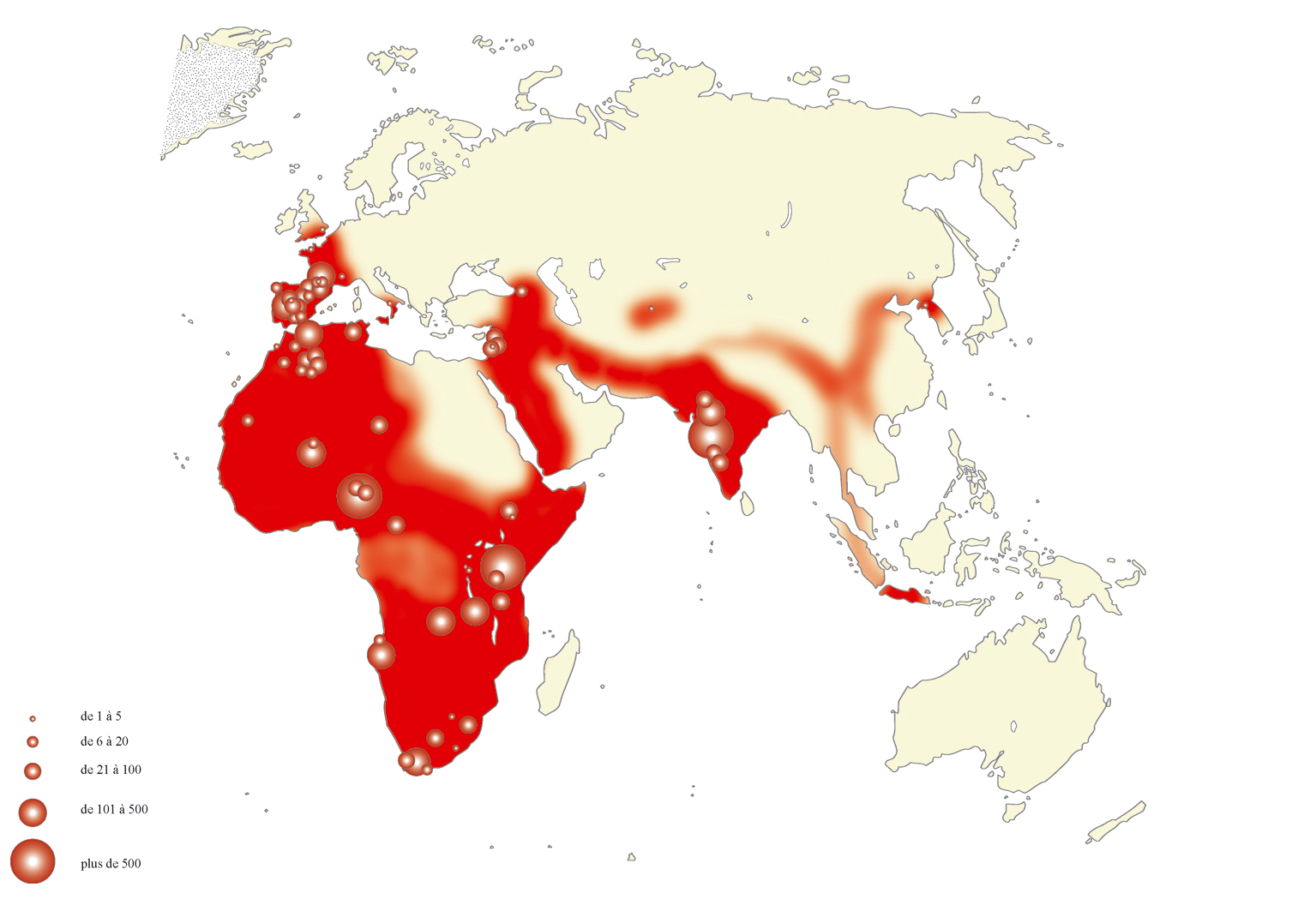
Die Karte zeigt das Verbreitungsgebiet der sogenannten Cleaver, eines Steinwerkzeugs mit einer breiten Schneide.

Vor rund 600.000 Jahren kam es wohl zu einer zweiten Ausbreitungswelle des afrikanischen Homo erectus, der sich in Europa über die Homo heidelbergensis genannte Zwischenstufe zum Neandertaler entwickelte, während in Afrika vor mindestens 200.000 Jahren aus Homo erectus der sogenannte frühe oder archaische anatomisch moderne Mensch (der archaische Homo sapiens) und aus diesem der anatomisch moderne Mensch hervorging.
Eine Neuberechnung ergab im Jahr 2012 Hinweise auf eine recht frühe Trennung der beiden Menschenformen; sie wurde in die Zeitspanne zwischen 800.000 und 400.000 Jahren vor heute datiert. Gestützt wird die Datierung unter anderem durch den rund 400.000 Jahre alten Swanscombe-Schädel, der – obwohl meist noch zu Homo heidelbergensis gestellt – bereits deutliche Merkmale der frühen Neandertaler aufweist.
Die mitteleuropäischen Populationen von Homo erectus bzw. des Neandertalers und die in Afrika lebenden Vorfahren des anatomisch modernen Menschen lebten demzufolge bis zur Einwanderung des modernen Menschen vor rund 45.000 Jahren mehrere hunderttausend Jahre räumlich voneinander getrennt. Berührungen zwischen diesen Populationen fanden jedoch im Nahen Osten statt. Welchen Weg die jeweiligen Wanderungen nach dem Verlassen Afrikas einschlugen, ist noch weitgehend unklar, auch die des anatomisch modernen Menschen (Our Way to Europe). Vor allem mangelt es an asiatischen Skelettfunden, die älter als 40.000 Jahre sind. Es wurde vorgeschlagen, dass die Besiedlung vielleicht schon vor mehr als 60.000 Jahren stattfand, zudem könnte es auch zu mehr als zwei Vorstößen gekommen sein, wohl auch zu Vermischungen mit Neandertalern, Denisova-Menschen und Homo erectus.

### Altpaläolithikum (ab 2,6/1,4 Millionen Jahre vor heute)
In Israel lassen sich in der Zeit zwischen 2,6 Millionen und 900.000 Jahren mindestens vier Zuwanderungswellen fassen. Dabei fanden sich die ältesten Steinwerkzeuge außerhalb Afrikas bei Yiron, nahe der Grenze zum Libanon, und bei Erq el-Ahmar. Beide Fundstätten wurden auf ein Alter von 2,2 bis 2,6 Millionen Jahren datiert, doch gelten die Datierungen als problematisch.
Einige Funde, die auf 1,4 Millionen Jahre datiert wurden, werden dem Acheuléen zugeordnet, die sogenannte Bizat Ruhama group sowie Gescher Bnot Jaʿaqov.

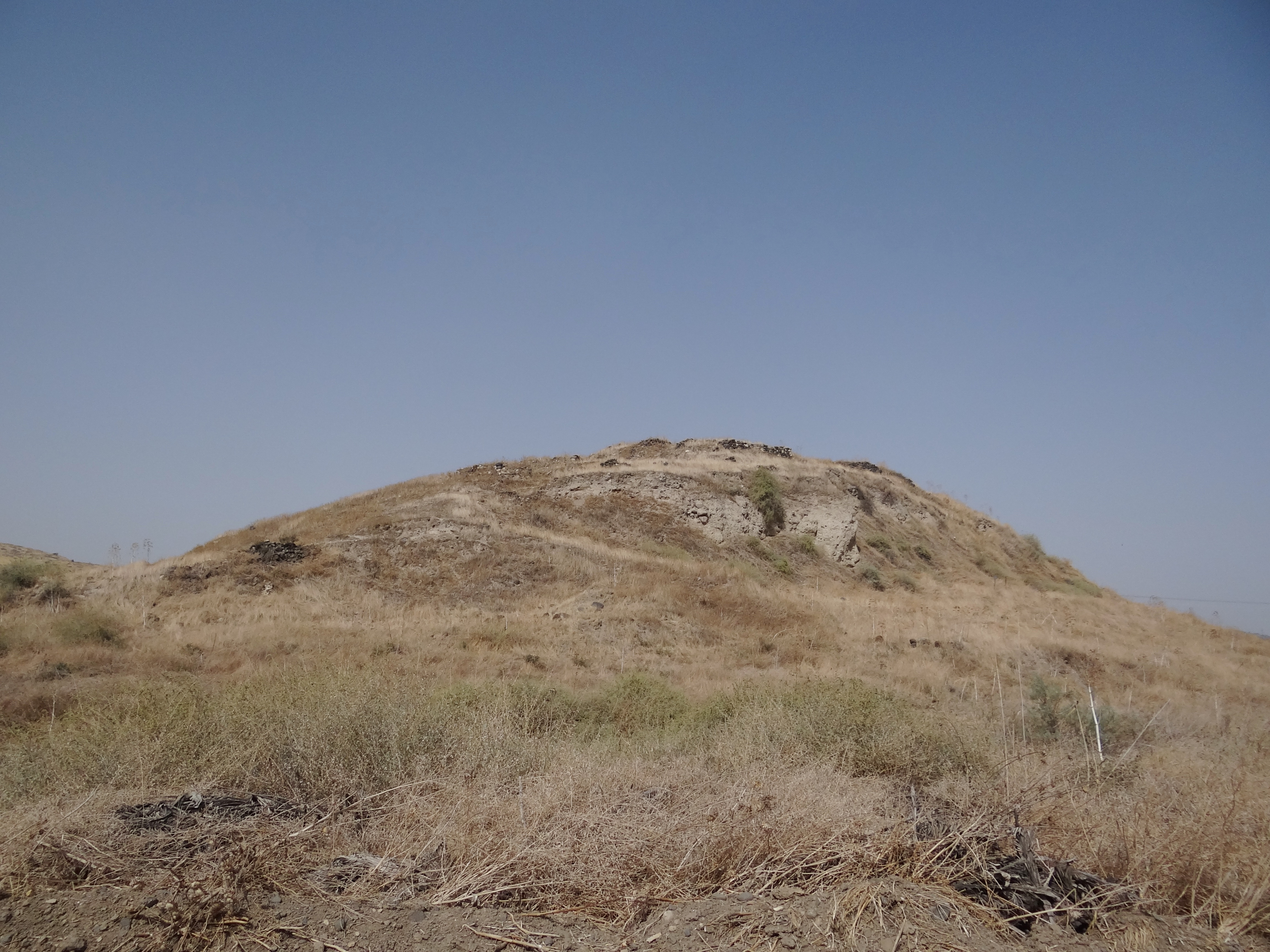
Tell ʿUbeidiya, die älteste Fundstätte Israels. Knochenfunde von Homo erectus gehören zu den Ältesten außerhalb Afrikas.

 Häufig wird das nahöstliche Acheuléen in drei Phasen, eine frühe, mittlere und späte eingeteilt. Diese werden häufig als relative Chronologie zugrunde gelegt. Dennoch werden Fundstätten von über 700.000 Jahren meisten dem frühen Acheuléen zugeordnet.
Die älteste gesicherte Fundstätte Israels liegt in der ʿUbeidiya-Formation, rund 3,5 km südlich des Sees Genezareth beiderseits des Jordans. Ihr Alter ließ sich auf 1,5 bis 1 Million Jahre datieren, die älteste Fundstätte näherungsweise auf 1,4 Millionen Jahre. Allein bis 1974 tauchten 8000 Steinartefakte auf, 39 Steingeräteinventare wurden analysiert; sie reichen von 2 bis 1000 Stücken. Dabei stellte sich heraus, dass bestimmte Formen an bestimmte Materialien gebunden sind, etwa Spheroide an Kalkstein, Kerne und Geröllgeräte bestanden meist aus Feuerstein, Faustkeile hingegen meist aus Basalt. Zusammen mit ihnen fanden sich Überreste von 80 Säugetierarten, 60 Vogelarten, dazu Reptilien, Fische und Mollusken. Hier ließ sich bereits Jagd als Überlebensstrategie sicher belegen. Zudem fanden sich Hinweise für einen Faunenaustausch mit Afrika, wie das ausgestorbene Flusspferd Hippopotamus gorgops. Durch andere Fundstellen ist bekannt, dass es zu Spezialisierungen auf bestimmte Tierarten, ja, sogar Altersgruppen oder nur bestimmte Teile der Jagdbeute kam. Letzteres wurde mit dem erhöhten Energieverbrauch des wachsenden menschlichen Gehirns in Zusammenhang gebracht, der durch eine Reduzierung des Energieverbrauchs im Verdauungstrakt kompensiert wurde. Dies wiederum sorgte für eine Spezialisierung auf energiereichere Tierteile. Bei den späteren Neandertalern ließ sich nachweisen, dass sie in einigen Regionen sogar ganz überwiegend von tierischem Eiweiß lebten (Supercarnivoren). Zwar fand man in ʿUbeidiya menschliche Überreste (v. a. Zähne, aber auch kleinere Schädelreste), doch ließ ihre Qualität keine Zuordnung zu. Auch ließ sich nicht belegen, welche Rolle der Aasverzehr gespielt haben könnte. Ob der Fleischverzehr und mithin die Jagd als Motor der menschlichen Entwicklung gelten können, ließ sich nicht klären, wenn auch Fleisch eine große Rolle in ʿUbeidiya spielte.
Nur wenige Kilometer südöstlich von ʿUbeidiya, auf jordanischem Gebiet, befindet sich die Grabungsstätte Abu Khas. Sie liegt in einer hohen Akropolis oberhalb von Pella. Zwar fanden sich dort keine Knochen oder Zähne, jedoch weisen die dort entdeckten Werkzeuge auf die gleiche Epoche hin.
Während aus dieser frühen Phase besagte Fundstätten ergraben wurden, ist über das Mittlere Acheuléen wenig bekannt, das grob nach stratigraphischen Untersuchungen mit 700.000 bis 400.000 Jahren datiert wird. Fundstätten sind im Küstenbereich Berzine im Westen Syriens und Wadi Aabet, im Inland Joub Jannine II.

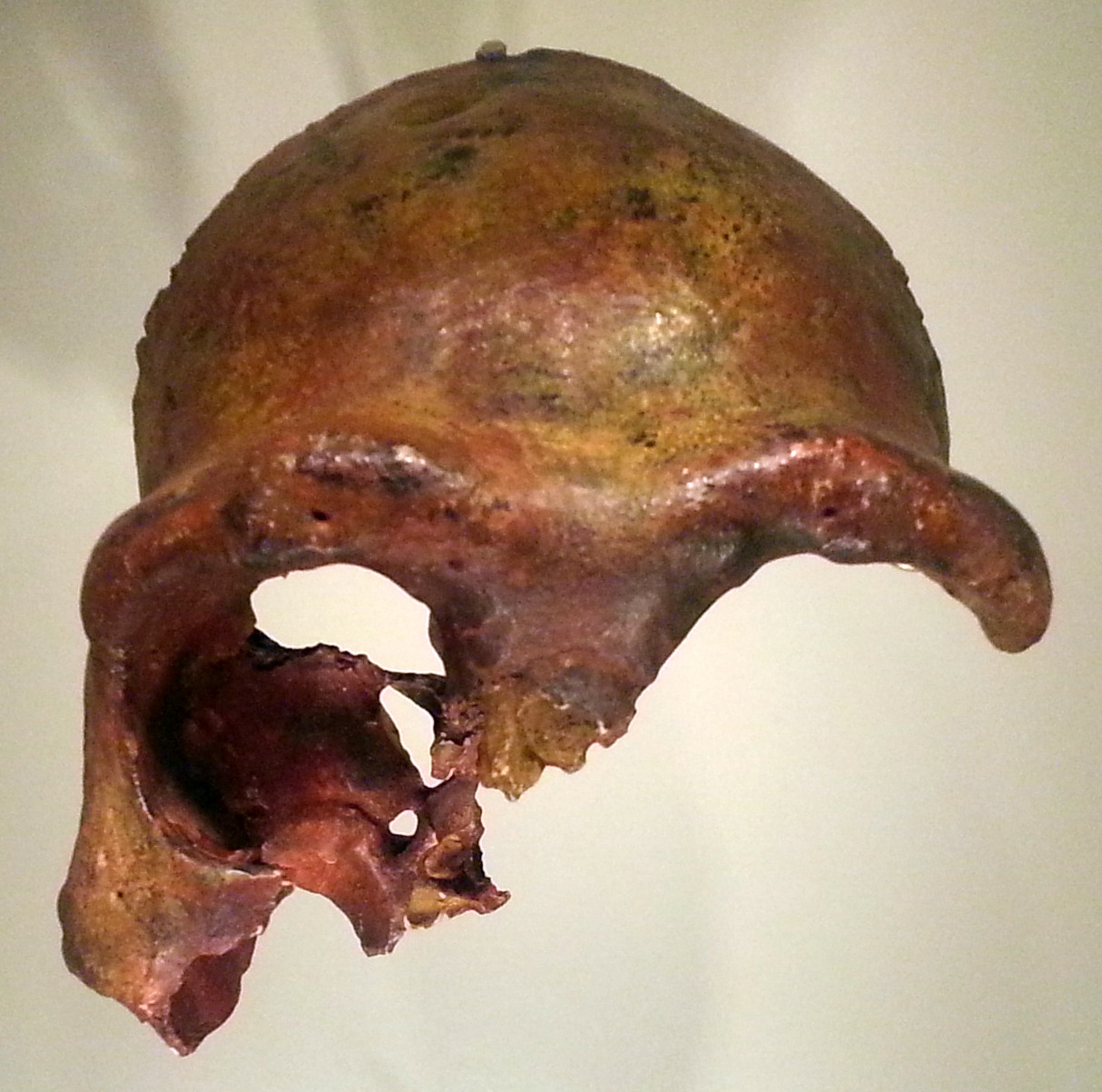
Kopie des in der Zuttiyeh-Höhle gefundenen Schädels des „Galiläa-Mannes“, Israel-Museum. Das Original befindet sich im Rockefeller Museum, dem früheren, 1938 eröffneten Palestine Archaeological Museum in Ost-Jerusalem. Es ist heute eine Zweigstelle des größeren Israel-Museums.

Als erster Ort, an dem sich Überreste eines Homininen in Westasien fanden, gilt die Zuttiyeh-Höhle (Mugharet el-Zuttiyeh, „Höhle der Räuber“) in Galiläa. Die Höhle, in der sich der 200.000 bis 300.000 Jahre alte „Galiläa-Mann“ fand, liegt 30 m über dem Wadi Nachal ʿAmud. Die menschlichen Überreste dieses Mannes wurden Homo heidelbergensis zugeschrieben. 1925–1926 fand dort, unter der Leitung von Francis Turville-Petre, die erste Grabung statt. Zunächst wurde der Fund neben den Neandertaler gestellt.
| \| Gescher Bnot Jaʿaqov \| |
| Gescher Bnot Jaʿaqov       |

Die archäologische Stätte von Gescher Bnot Jaʿaqov („Brücke der Tochter Jakobs“) liegt im nördlichen Jordangraben am Ufer eines Paläosees. Ihre paläomagnetische Datierung verweist auf ein Alter von 790.000 Jahren. Sicher lebten hier Homininen, doch da es keine Knochenfunde gibt, ist unklar, ob es sich um Homo erectus oder um Homo ergaster handelte. Organische Substanzen wie Holz, Rinde, Früchte und Samen wurden analysiert, es fanden sich zahlreiche große Basaltäxte und -beile. Die Zuordnung der Fundstätte zum Mittleren oder Späten Acheuléen ist unsicher; sie ist durch ungewöhnlich große Abschläge gekennzeichnet.
Darüber hinaus zeigte sich in Gescher Bnot Jaʿaqov, dass die Homininen den Raum, den sie außerhalb der Höhle bewohnten, in zwei Nutzungszonen einteilten. So bestand eine Zone für das Zubereiten und Verzehren von Nahrung, eine etwa 8 m entfernte Zone diente der Herstellung von Werkzeugen. Ob dies mit der Einrichtung einer Feuerstelle in Zusammenhang steht, lässt sich nur vermuten. Dort fanden sich jedenfalls auch Abfälle. Einige der Holzfragmente und Samen weisen Brandspuren auf, was zu der Vermutung führte, dass es sich hier um eine frühe kontrollierte Verwendung des Feuers handeln könnte. Sollte dies zutreffen, wäre dies mit Abstand der älteste nachgewiesene Gebrauch des Feuers.
Um die Fundstätten einzuordnen, die gleichzeitig mit den späten Acheuléenstätten entstanden, aber nicht von deren lithischer Technik dominiert wurden, entstand die Bezeichnung Tayacien. Hier herrschen Reduzierungstechniken bei Geröllgeräten (pebble tools) vor. Die Bezeichnung geht auf die französische Micoque-Höhle bei Tayac zurück. Gelegentlich taucht auch die Bezeichnung Tabunien auf, nach einer Höhle in Israel (Tabun G), die jedoch eher durch Neandertalerfunde bekannt wurde. Neben Tabun fand man sie in Umm Qatafa.
Insgesamt gibt es in der Levante bei weitem keine so lange Geröllgerätephase, wie in Afrika, die den großen Schneidegeräten voranging. Ob sich dies aus einer Besiedlungswelle aus Afrika oder Südasien erklären lässt, oder ob dies der geringen Zahl von Fundstätten geschuldet ist, bleibt unklar.

### Mittelpaläolithikum (ab ca. 245.000 – 47.000/45.000 vor heute)

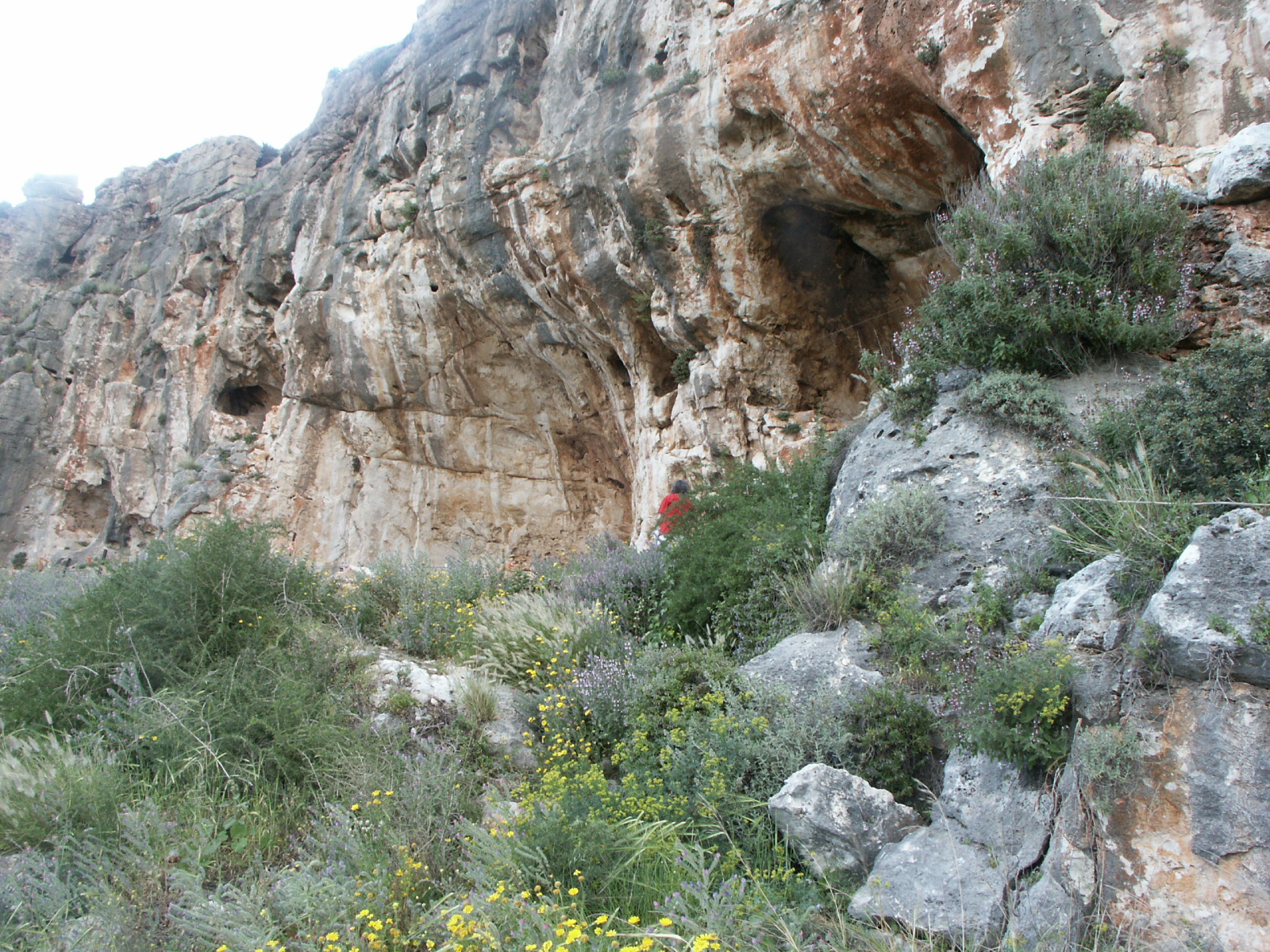
Eingangsbereich der Misliya-Höhle, in der vor über 200.000 Jahren vor allem Großwild wie Gazellen und Damhirsche zerlegt und verspeist wurden

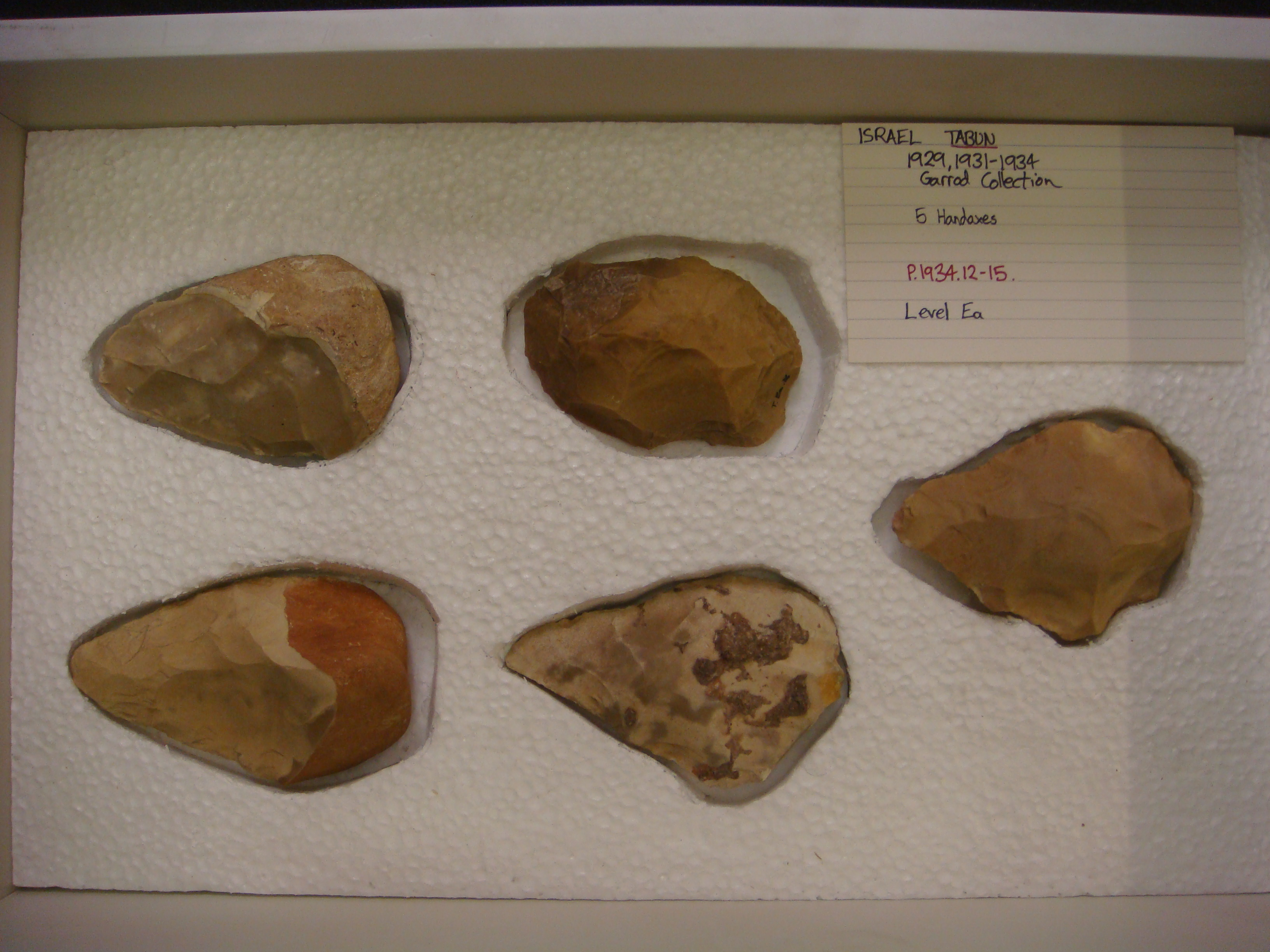
Faustkeile aus der Tabun-Höhle, die um 1930 entdeckt wurden

Im Mittelpaläolithikum lebten sowohl Neandertaler als auch anatomisch moderne Menschen im Nahen Osten. Überreste, die letzteren zugeordnet werden konnten, entdeckte man in der Qafzeh-Höhle und der Skhul-Höhle. Fossilien, die dem Neandertaler zugeordnet werden konnten, fanden sich an den Fundstätten Tabun, Skhul, Amud, Kebara, Geʾullah B (eine Höhle bei Haifa), dann die Shuqba-Höhle, schließlich Dederiyeh in Syrien. Die bedeutendste Ballung mittelpaläolithischer Fundstätten birgt das Entwässerungssystem des Wadi el-Ḥasā in Jordanien. Von den etwa 600 Stätten sind rund zwei Drittel dem Mittelpaläolithikum zuzuordnen.
Die gleichzeitige Existenz der beiden Vertreter der Gattung Homo lässt sich bisher nicht stratigraphisch belegen, sondern nur durch genetische Untersuchungen. Ob angesichts dieser die Einordnung von Neandertalern und modernen Menschen in zwei Arten Bestand haben wird, ist offen, da es keinen verbindlichen Maßstab dafür gibt, ab welchem morphologischen oder genetischen Abstand von getrennten Arten auszugehen ist.
In der Hayonim-Höhle fand man bis zu 250.000 Jahre alte Artefakte, insbesondere in Levalloistechnik bearbeitete Steinwerkzeuge, die typisch für das Mittlere Paläolithikum sind.
Von ähnlicher Bedeutung für das frühe Mittelpaläolithikum ist die Misliya-Höhle. Ihre Fauna wird bei weitem von Huftiertaxa dominiert. Die häufigste Jagdbeute war der Mesopotamische Damhirsch (Dama dama mesopotamica), dicht gefolgt von der Berggazelle (Gazella gazella), hinzu kommen einige Überreste von Auerochsen; kleine Tiere sind selten. Dabei wurden die erlegten Gazellen komplett in die Höhle gebracht, während die Damhirsche bereits zuvor (teil-)zerlegt wurden. Bevorzugt wurden erwachsene Tiere mittleren Alters. Damit waren die Formen der Großwildjagd, die Art des Transports und der Zerlegung sowie der Konsum bereits vor über 200.000 Jahren in Übung. An Schnittspuren von Jagdbeute in der Qesem-Höhle ließ sich zeigen, dass nach gemeinschaftlicher Jagd die Beute in die Höhle gebracht wurde, um sie gemeinsam mit dem Rest der Gruppe zu zerschneiden und zu verzehren.
Funde dieser Höhle werden dem Amudien zugeordnet (etwa 400.000 bis 200.000 vor heute), das sich durch eine außergewöhnlich frühe und systematische Klingenproduktion auszeichnet, die ansonsten ausschließlich dem anatomisch modernen Menschen zugeschrieben wird. Weitere Fundorte sind Zuttiyeh, Yabrud I, Tabun E, Abri Zumoffen /Aadlun und Masloukh. Das Amudien wiederum stellte die letzte von vier Stufen des Acheulo-Yabrudien dar, wobei die Funde stratigraphisch oberhalb der Acheuléenschicht liegen, jedoch unterhalb der des Moustérien.
In der Kebara-Höhle am westlichen Steilhang des Karmel fand man 1965 das Begräbnis eines Neandertalerkindess (Kebara 1 oder KMH1) und 1983 eines Mannes (Kebara 2 oder KMH2); die Fundstätte ließ sich auf 60.000 Jahre datieren. Der schädellose Kiefer des Mannes besaß noch das Zungenbein, einen u-förmigen Knochen des Kehlkopfskelettes, der auch bei heutigen Menschen vorhanden ist und auf Sprachfähigkeit schließen lässt. Dieses einzige erhaltene Zungenbein eines Neandertalers weist darauf hin, dass die Neandertaler eine hohe, kraftvolle Stimme hatten. Der Mann starb mit 25 bis 35 Jahren, an den Knochen gab es keine Anzeichen für eine Todesursache. Der kräftige Unterkiefer mit dem vollständigen Gebiss hat die neandertalertypische Lücke hinter den Molaren. Mit 1,70 m war der Tote größer als der durchschnittliche europäische Neandertaler. Kebara 2 hat Ähnlichkeit mit Skeletten aus Wadi Amud. In der dortigen Amud-Höhle fanden sich gleichfalls Überreste von Neandertalern, die ca. 40.000 bis 50.000 Jahre alt sind, darunter Reste eines zehn Monate alten Kindes. Ein etwa 25-jähriger Mann mit der ungewöhnlichen Größe von 1,80 m und einer Schädelkapazität von 1740 cm³ wurde dort gleichfalls ausgegraben.
In den vier Meter starken Höhlenablagerungen wurden etwa 25.000 Artefakte des Aurignacien und Moustérien gefunden. Die ältesten Niveaus erbrachten Tausende von Tierknochen, hauptsächlich von Gazellen und Rotwild. An den teilweise verbrannten Knochen fanden sich Schnittspuren von Steinwerkzeugen. Die mittleren Schichten bargen Levallois-Steinartefakte und Feuerstellen. Zu oberst lagen epi-paläolithische Relikte des Natufien.
Ein besonderer archäologischer Fund stammt aus der Fundstelle Nesher Ramla: ein 120.000 Jahre alter, mit Gravuren versehener Tierknochen, der älteste Beleg für eine abstrakte Veränderung von Gegenständen in der Levante durch Menschen aus der Epoche des Mittelpaläolithikums.
Da es in Afrika keine Neandertaler gab, sehr wohl aber in Europa, West- und Zentralasien, stellte sich die Frage, woher diese Neandertalerpopulation kam. Nach Ofer Bar-Yosef und Bernard Vandermeersch müssen die Kebara-Neandertaler aus Europa gekommen sein. Der Grund für die Wanderung könnte das glaziale Klima zwischen 115.000 und 65.000 v. Chr. gewesen sein, das europäische Neandertaler in den Nahen Osten vertrieb, wo sie auf den anatomisch modernen Menschen (Homo sapiens) stießen. Die Artefakte von Kebara sehen Steinwerkzeugen aus der Qafzeh-Höhle in Israel ähnlich. Bei den dort Bestatteten handelt es sich jedoch eindeutig nicht um Neandertaler. Warum Bevölkerungsgruppen, die zu verschiedenen Arten gehören, die gleiche Kultur hatten, bleibt unklar.

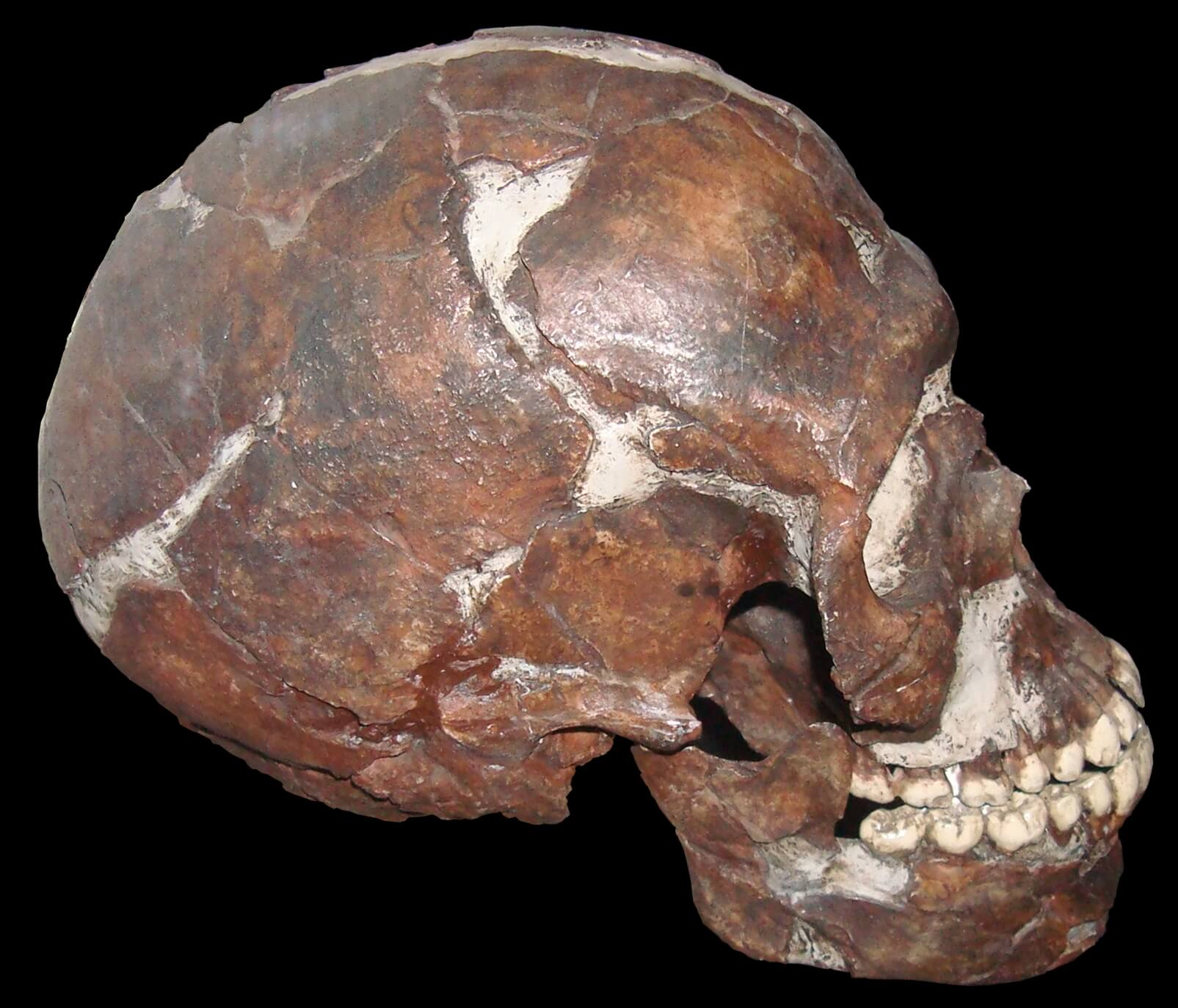
Schädel des frühen modernen Menschen von Qafzeh (Qafzeh 9)

Die ersten Fossilien des modernen Menschen außerhalb Afrikas sind ab 1931 in der Skhul-Höhle bei Haifa, am Rande des Karmel-Gebirges, und kurz danach in der Qafzeh-Höhle nahe Nazareth ausgegraben worden. Die ältesten von ihnen lassen sich auf ein Alter von 110.000 Jahren datieren; in der Zeit zwischen 80.000 und 50.000 Jahren versiegen die Nachweise von Menschen in diesen Fundstätten wieder. Das geht mit einem Rückgang der Temperatur von ungefähr 10 °C einher, der sich vor rund 80.000 Jahren im Mittelmeerraum ereignete. Nach diesem ersten Vorstoß aus Afrika starben die Menschen hier entweder einfach aus oder wanderten nach Afrika zurück. Sie wurden in einigen Fällen durch Neandertaler ersetzt. Eine mögliche Erklärung, die Toba-Katastrophentheorie des Anthropologen Stanley Ambrose, wurde 1998 vorgeschlagen.
Als älteste, wenn auch zunächst umstrittene Figurine darf inzwischen die 230.000 Jahre alte Darstellung einer Frau gelten, die man in Brechat Ram im Golangebiet fand. Die schematisierte Frauendarstellung, geringfügig weiterbearbeitet aus einem geeigneten Stein, galt gar als ältestes Kunstwerk der Welt. Erst mit einer Steinritzung aus der Ha-Yonim-Höhle erscheint vor rund 30.000 Jahren die Darstellung eines pferdeartigen Tieres in einer Steinplatte.

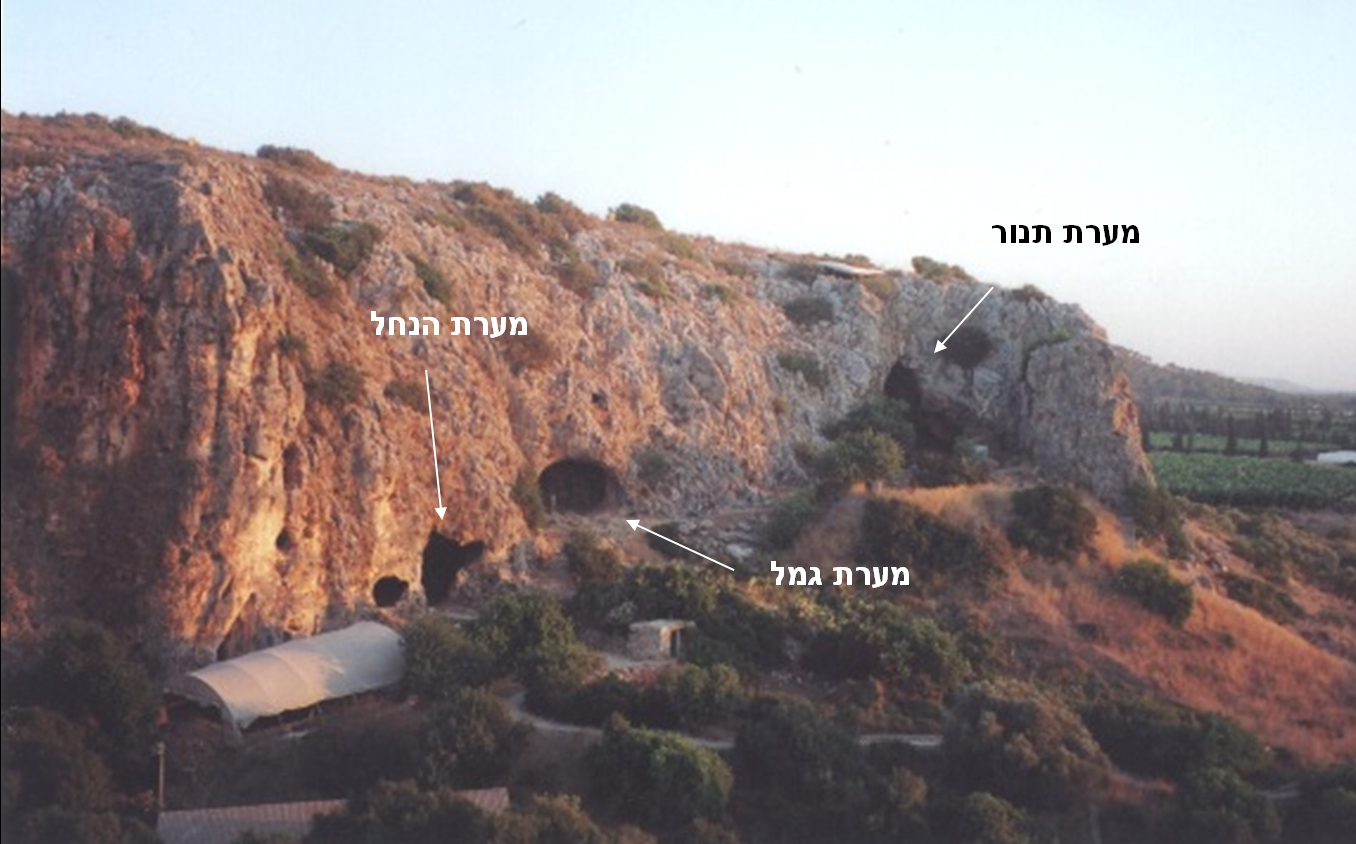
Die Nachal-Meʿarot-Klippe knapp 20 km südlich von Haifa mit den Höhlen el-Wad, Jamal und Tabun, ganz in der Nähe liegt ein weiterer Fundplatz, die Skhul-Höhle

Im Karmel-Gebirge bei el-Tabun und Mugharet es-Skhul (Höhle der Kinder), fanden sich Überreste von Neandertalern und modernen Menschen. Eine Neandertalerfrau, bekannt als Tabun I, gilt als bedeutendster Fund. Die Stätte Tahun wurde über einen Zeitraum von etwa 600.000 Jahren immer wieder aufgesucht.
Nach über 80 Jahren der Debatten, in denen 1939 sogar ein eigener Palaeoanthropus palestinus postuliert wurde, gilt Skhul überwiegend als Begräbnisstätte des archaischen Homo sapiens, die im Karmel-Gebirge zugleich oder in mehrfachem Wechsel mit Neandertalern lebten; jedoch ist diese Art-Zuordnung nach wie vor umstritten. Die am besten erhaltenen, jedoch nur sehr ungefähr auf 100.000 Jahre datierbaren Funde sind Skhul I und Skhul V, wobei es sich bei Skhul I um das Schädeldach eines Kindes, ohne Gesichtsknochen, mit nur teilweise erhaltenem Unterkiefer handelt (teilweise bezahnt, der Molar M1 ist noch nicht durchgebrochen), bei Skhul V um einen weitgehend komplett erhaltenen Schädel eines älteren Erwachsenen mit vollständig erhaltenen, deutlich abgekauten Oberkieferzähnen und stark fragmentiertem Unterkiefer. Ein nahezu vollständig erhaltenes Skelett eines vermutlich männlichen Erwachsenen mit stark fragmentiertem Schädel, unvollständigen Gesichtsknochen und nahezu vollständig bezahntem Unterkiefer ist als Skhul IV bekannt, hinzu kommen weitere, sieben Individuen zuzuordnende Skelettreste, darunter der eines rund 50-jährigen Mannes (insgesamt Skhul I bis X). Die Fundstätte ist aber nicht nur wegen der menschlichen Überreste von großer Bedeutung, sondern auch wegen der dort gefundenen durchbohrten Muscheln, die offenbar zu einer Art Schmuck oder Amulett gehörten, das eine symbolische Bedeutung besaß.
Bei der Wanderung moderner Menschen Richtung Levante („Out of Africa“) gab es anscheinend zwei Höhepunkte, nämlich vor 130.000 und vor 80.000 Jahren. Die beiden Vorgänge wurden durch eine drastische Klimaveränderung voneinander getrennt. Dabei wird gelegentlich zwischen Out of Africa 2a und Out of Africa 2b unterschieden, wobei möglicherweise die ersten Auswanderer im Nahrungswettbewerb mit den Neandertalern unterlagen (oder aus sonstigen Gründen scheiterten), während die zweite Auswanderung gelang.
2005 wurden sieben Zähne aus der Tabun-Höhle untersucht und mit hoher Wahrscheinlichkeit dem Neandertaler zugeordnet. Die Neandertaler könnten dort vor 90.000 Jahren gelebt haben. Ein weiterer Neandertalerfund (C1) von Tabun wurde im Jahr 2000 auf 122.000 Jahre datiert.
Auch genetische Untersuchungen legen nahe, dass es eine Vermischung zwischen Neandertalern und anatomisch modernen Menschen gegeben hat. In jedem Falle ist die Besiedlungsgeschichte sehr viel komplexer, als lange angenommen.
Der bedeutendste Unterschied zwischen Alt- und Mittelpaläolithikum liegt mit Blick auf die lithischen Industrien darin, dass die Zahl der großen Schneidewerkzeuge und der retuschierten Kratzer und Schaber zurückging und die Produkte der Levalloistechnik vorherrschten. So konnten große Mengen von Sticheln, Klingen und Abschlägen entstehen. Im Gegensatz zum Altpaläolithikum lassen sich nun regionale Differenzierungen erkennen. In der Levante fehlen der blattförmige Faustkeil (foliate biface) sowie gestielte Spitzen (tanged points), wie sie im angrenzenden Afrika nach 100.000 vor heute auftauchten. Auch fehlt, im Unterschied zu Westeurasien, die Betonung stark retuschierter Kerne.

### Jungpaläolithikum (47.000 – 22.000 vor heute)

Umriss des Lisan-Sees

Im frühen Jungpaläolithikum, also etwa in der Zeit von 45.000 bis 28.000 vor heute, verschwand der Neandertaler aus Europa und Westasien, und als einziger Vertreter der Gattung Homo blieb dort der Homo sapiens. Der jüngsten Phase des europäischen Jungpaläolithikums entspricht in der Levante ungefähr das Epipaläolithikum (28.000/25.000 bis 11.000/8000 vor heute). Dieser Begriff wird für die Regionen gebraucht, die nicht oder nur geringfügig vom Wechsel zwischen den Eiszeiten mit mächtigen Eisschilden und wärmeren Zwischeneiszeiten geprägt wurden. Dort, wo das Jungpaläolithikum auf etwa 47.000 bis 22.000 vor heute datiert wird, wirkte sich dieser Wechsel als eine Abfolge von Regen- und Trockenperioden aus. In diese Zeit fällt auch die Phase des letzten Maximums der Gletscherausdehnung. Niedrigere Temperaturen und vermutlich stärkere Bewölkung ließen Seen entstehen, wie den Lisan-See im Jordantal, der sich vom See Genezareth bis über das einstige Südende des Toten Meeres erstreckte. Er existierte von etwa 70.000 bis 12.000 v. Chr. und erstreckte sich über eine Länge von 200 km; seinen höchsten Pegelstand hatte er zwischen 26.000 und 24.000 v. Chr. Ab 14.000 v. Chr. sank dieser binnen eines Jahrtausends um über 300 m ab. Auch entstanden Playas genannte Seen in höheren Lagen.
Die Menschen lebten weiterhin von der Großwildjagd, doch auch kleinere Tiere und Fischfang spielten eine immer größere Rolle, dazu kamen weiterhin die Erträge des Sammelns. Mit ihren neuen Überlebenstechniken konnten sie erstmals in sehr anspruchsvolle Gebiete, wie Wüsten oder Gebirge, vordringen. Dazu trugen komplexe Kompositwerkzeuge, Projektilwaffen, aber auch Schutzbehausungen bei. Hinzu kam die Hitzebehandlung von Werkzeugen, die Verarbeitung von Ton, Knochenwerkzeuge, ebenso wie symbolische Kommunikation. Neben Körperbemalung und Schmuck, aber auch anderen kulturellen Äußerungen, die bereits im Mittelpaläolithikum auftraten, mehrten sich die Anzeichen einer Art dünner Vernetzung zwischen den Gruppen. Rohmaterialtransport über mehrere Dutzend Kilometer, Figurinen mehr oder minder großer Abstraktivität oder Notationssysteme dienten der Kommunikation und dem Austausch mit anderen. Eine verbesserte lithische Technologie ermöglichte es, praktisch den gesamten Kern zu Werkzeugen zu verarbeiten. Dies waren vor allem prismatische Klingenkerne. Prismatisch bezieht sich dabei auf die länglichen Klingen, die als Abschläge anfallen.
In der ägyptischen Abbaustätte Taramsan I bei Qena, das der Epoche den Namen Taramsan gab, lässt sich der Übergang zu jungpaläolithischer Klingenherstellung genauso fassen wie in der Wüste Negev an der Fundstätte Boker Tachtit für die Zeit vor 43.000 Jahren. Ob es zwischen dem Süden Israels und dem Jungpaläolithikum Ägyptens, das vergleichsweise isoliert gewesen zu sein scheint, Kontakte gab, ist unklar.
Der anatomisch moderne Mensch ist etwa um das Jordantal, genauer im Wadi Sabra bei Petra fassbar. Für die Zeit vor etwa 50.000 bis 18.000 Jahren lassen die reichhaltigen Ablagerungen umfangreiche ökologische Untersuchungen zu, die dort in Grabungskampagnen in den Jahren 2008 bis 2011 in Angriff genommen wurden. Sie erwiesen ein feuchteres Klima während des letzten eiszeitlichen Vergletscherungsmaximums. Neben Höhlen als archäologische Quellen treten nun Freilandstätten, die nun auch die Sinai-Halbinsel und Teile Südisraels erschließen.
Das Kebarien galt lange als letzte jungpaläolithische Kultur der Levante, heute jedoch betrachtet man es eher als unmittelbare Vorgängerkultur des epipaläolithischen Natufien. Daher wurde es in jüngster Zeit auch zu den epipaläolithischen Kulturen gerechnet.

## Epipaläolithikum, von Jägern und Sammlern zu Lebensmittelproduzenten

### Kebaran-Kultur (20.000/18.000 – 12.000 v. Chr.)
Das Kebarien oder die Kebaran-Kultur wird dem Epipaläolithikum und damit der Phase vor der Entwicklung der produzierenden Lebensweise zugeordnet. Es gilt daher als unmittelbare Vorgängerkultur des epipaläolithischen Natufien. Es wurde nach einem Fundort südlich von Haifa benannt, der Kebara-Höhle. Bei den Angehörigen der Kebaran-Kultur handelte es sich um hochgradig mobile Jäger und Sammler, die lange Zeit nicht-geometrische, in der Endphase jedoch geometrische, mikrolithische Werkzeuge herstellten. Sie sammelten aber auch wildes Getreide und stellten Mahlwerkzeuge her, um die Körner verarbeiten zu können. Wahrscheinlich zogen die Gruppen im Sommer in höher gelegene Gebiete und verbrachten den regenreicheren Winter in Höhlen und unter Felsüberhängen.
Dabei lässt sich anhand der Werkzeuge eine starke Regionalisierung feststellen, zugleich finden sich bis etwa 13.000 v. Chr. nicht-geometrische, ab diesem Einschnitt geometrische Mikrolithen, also trapezförmige und dreieckige Werkzeugteile. Im Negev entwickelte sich eine Variante des Kebarien, die als Negev-Kebarien bezeichnet und in die Phasen Harif und Helwan untergliedert wird. Geometrisches und Negev-Kebarien überlappen sich zumindest teilweise, wobei die Helwan-Phase ein wenig später datiert wird. Gleichzeitig zu dieser Spätphase entwickelte sich in den mittelmeernahen, jedoch arideren Zonen das Muschabien, eine Kultur, von der man lange annahm, sie stamme aus Nordafrika.
Funde von Siedlungsstellen sind selten und eher klein. Sie umfassen meist Flächen von 100 bis 150 m². Flüchtige Schutzstrukturen ließen sich belegen. Jedoch fanden sich jüngst an der ostjordanischen Fundstelle Kharaneh IV 20.000 Jahre alte Siedlungsreste, die denen des Natufien kaum nachstehen. Es handelte sich um dauerhaft genutzte Lager mit festen Hütten.
Trotz geringer paläobotanischer Spuren scheint der Anteil pflanzlicher Nahrung zugenommen zu haben. An der syrischen Fundstätte Ohalo II nahe dem See Genezareth fand man etwa 90.000 Überreste von 40 Pflanzenarten, vor allem Getreide und essbare Früchte. Die ältesten Spuren von Sammeltätigkeit reichen bis um 21.000 v. Chr. zurück. Wilde Gerste wurde gemahlen und gebacken, vielleicht auch wilder Weizen. Zur Tiernahrung gehörte Damwild in der nördlichen Levante, in der südlichen eher Gazellen. Die Dorkasgazelle und der Steinbock wurden in den trockeneren Gebieten gejagt, Kropfgazelle und Asiatischer Esel, eine Pferdeart, in den östlichen Steppen. Weniger häufig waren Auerochse, Wildschwein und Kuhantilope, hinzu kamen Schildkröten, Vögel, Reptilien, Hasen und Füchse. In günstigeren Gebieten mit einem reichen Nahrungsangebot scheinen die Mobilität geringer, die Wege zu den Ressourcen kürzer und die Bevölkerungsdichte höher gewesen zu sein.
Besonders hoch entwickelt waren neben den Kompositwerkzeugen mit Mikrolithen (die Sicheln als Schneiden dienten) auch Knochenwerkzeuge, wie sie in der Kebara-Höhle gefunden wurden. Zu den bedeutenden Fundstellen zählt neben der Kebara-Höhle die Hayonim-Höhle im westlichen Galiläa, die zudem Ablagerungen aus dem Moustérien, Aurignacien sowie dem frühen und späten Natufien bot, dann die „geometrischen“ Fundstätten 'Uyun al-Hammam in Jordanien sowie Neve David in Israel und Wadi-Sayakh auf dem südlichen Sinai.

### Natufien (12.000 – 10.200/8300 v. Chr.)

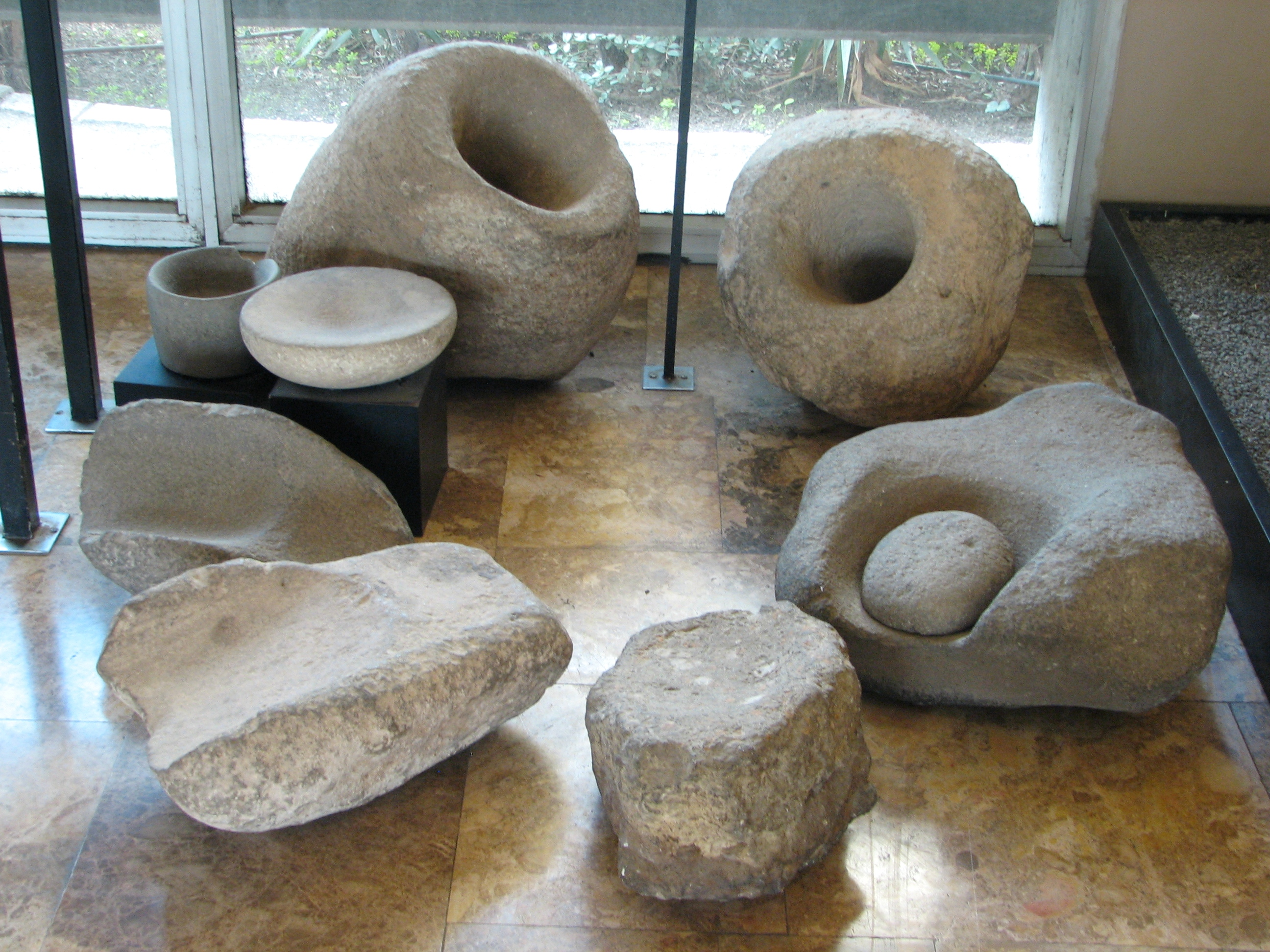
Mahlgeräte aus der Nachal-Höhle, Dagon-Museum, Haifa

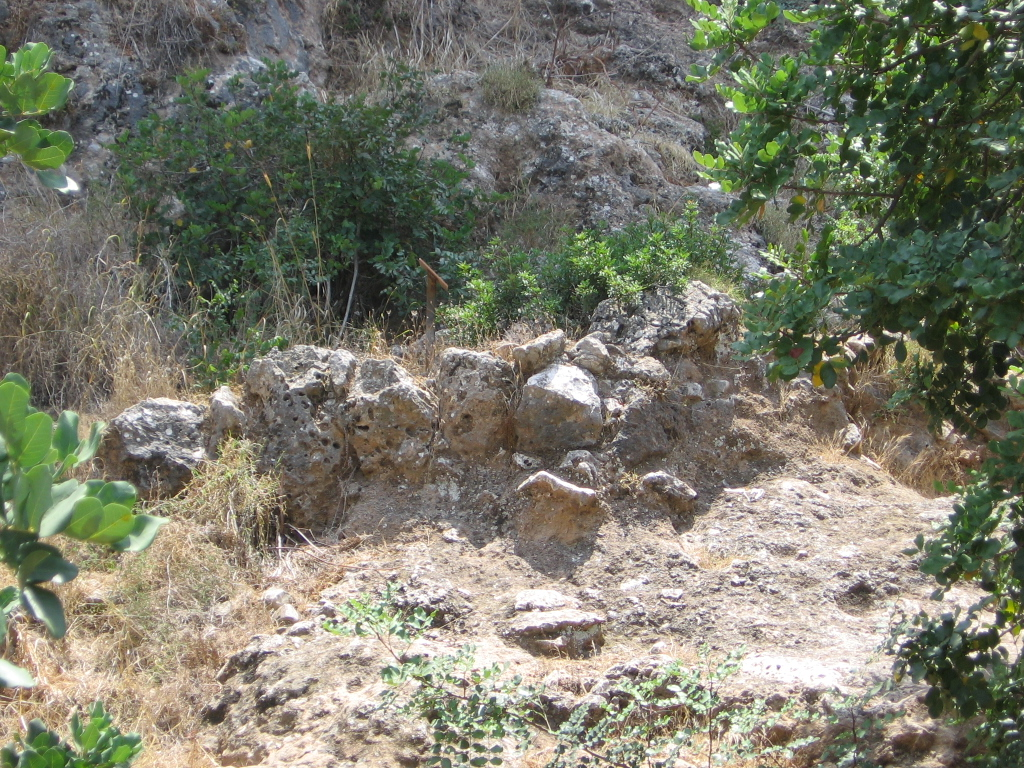
Stützwand eines Natufien-Hauses, El-Wad-Terrasse

Das Natufien oder Natufium, benannt nach der 1928 entdeckten Fundstätte im samarischen Hügelland, wird verschieden zeitlich abgegrenzt. Jacques Cauvin und François Raymond Valla grenzten es auf die Zeit zwischen 12.500 und 10.000 v. Chr. ein, nach Tamar Yizraeli-Noy und anderen endet es erst um 8300 v. Chr. Die Zeit zwischen 9500 und 9000 v. Chr. wird nach dem Fundort el-Hiyam westlich des Toten Meeres auch als Khiamun bezeichnet.
Charakteristisch für das Natufien sind bestimmte Werkzeuge, wie etwa sichelförmige Mikrolithen, sowie große, für Transporte nicht geeignete Geräte aus Basalt und Kalkstein. Die älteren Siedlungen dieser in kleinem Umfang zur Sesshaftigkeit übergehenden Jäger und Sammler, aber auch Fischer, fanden sich in den niedrigeren Lagen des Karmel, am Fuß des Hebron im oberen Jordantal, in Galiläa (HaYonim-Terrasse) und im Judäischen Bergland. Im Laufe des Protoneolithikums kam es also zu einer Siedlungshäufung zwischen dem mittleren Euphrat, in der Jordansenke und auf den Höhen des noch bewaldeten Negev. Es handelte sich um sesshafte Jäger und Sammler, die begannen, sich am Getreideanbau zu versuchen. Dabei bestanden Fernhandelsbeziehungen bis nach Ägypten und Anatolien, was sich anhand von Fischüberresten aus dem Nil in der Natufien-Siedlung Ein oder Ain Mallaha (25 km nördlich vom See Genezareth) und ostanatolischem Obsidian belegen lässt.
Bar-Yosef postulierte 1970 eine Aufteilung der Siedlungen in Basislager (Ain Mallaha, Jericho, Hayonim-Höhle und Wadi Hammeh 27) und kurzfristig genutzte Plätze. Andere Forscher nehmen an, dass die Basislager nur im Winter genutzt wurden und dass im Sommer längere oder kürzere Jagdausflüge stattfanden. Im Karmelgebirge konnten Winterlager anhand der Tierknochen identifiziert werden, die dazugehörigen Sommerlager fehlten jedoch.
Gesiedelt wurde unter Abris und im Freiland. Die Häuser bestanden aus halbrunden Steinsetzungen mit Aufbauten aus Stampflehm. In Ain Mallaha fanden sich in der ältesten Siedlungsphase eingetiefte, halbkreisförmige Häuser aus Kalkstein-Trockenmauern, selten Mauern, die mit Hilfe eines rötlichen Kalksteinmörtels aufgeführt waren. Die Fußböden sind flach oder leicht konkav (Haus 131) und bestehen aus verdichtetem Erdreich. Die Häuser besitzen zentrale Herdstellen, die Dächer wurden durch Pfosten gestützt. Im jordanischen Bab edh-Dhra auf der Lisan-Halbinsel am Ostrand des Toten Meeres wurde ein Gebäude freigelegt, das eine Darre gewesen sein könnte. Die Dörfer waren für maximal 200 bis 300 Einwohner geeignet.
Ein Forscherteam unter dem Biologen Gordon Hillman untersuchte 27 Jahre lang Nahrungsreste aus Abu Hureyra und stellt 2001 fest, dass dort bereits 11.000 v. Chr. Getreide angebaut, aber noch nicht domestiziert wurde. Die Wildgerste wurde mit Silex-Sicheln geerntet. Mörser und Mahlsteine waren in Gebrauch; letztere bezeugen die Verarbeitung von (Wild-)Getreide.

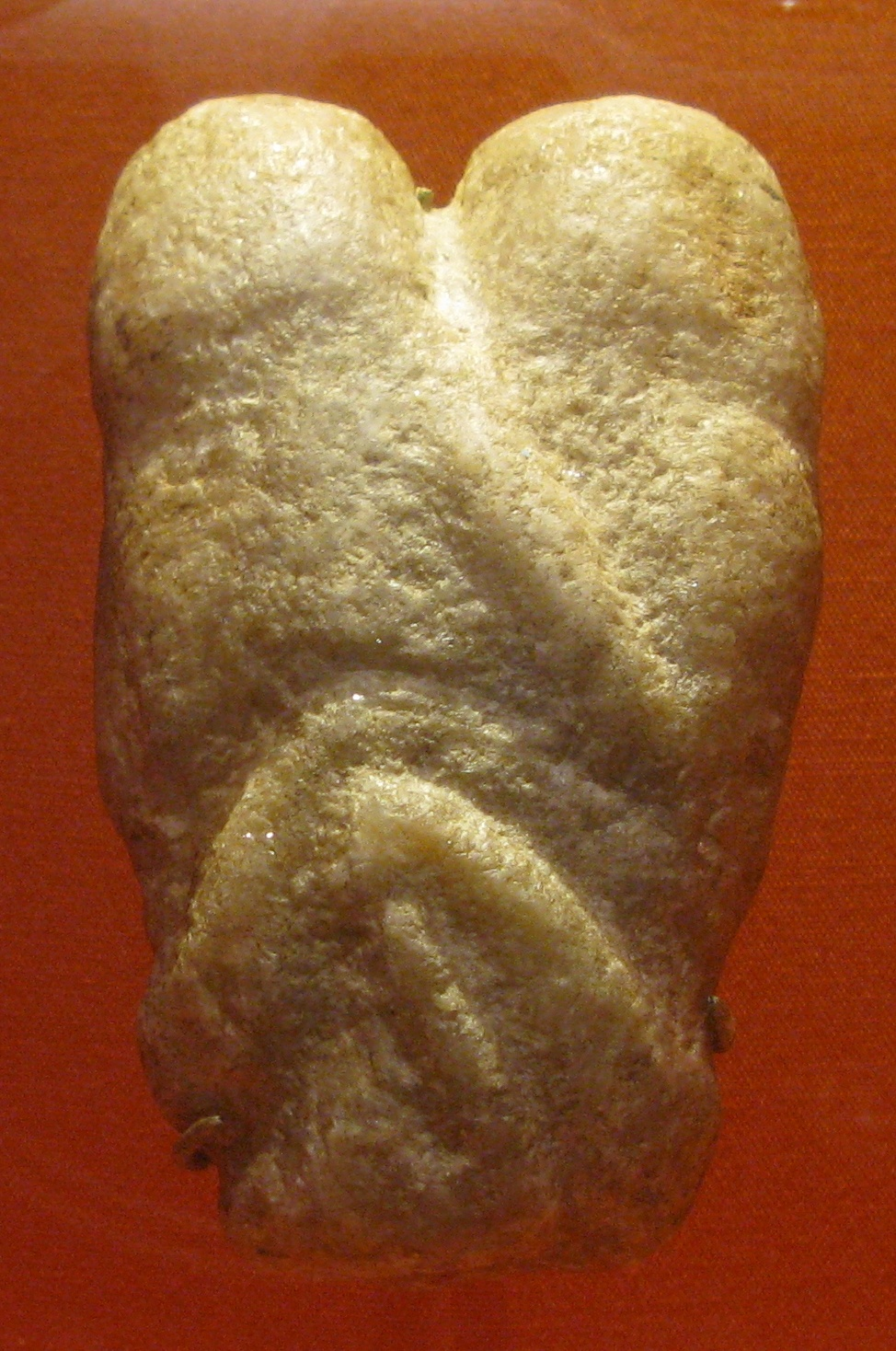
In Ain-Sakhri bei Jerusalem wurde die älteste Kalksteinplastik gefunden, die einen Koitus darstellt. Die Figur wird „Die Liebenden von Ain Sakhri“ genannt und befindet sich im British Museum.

Sowohl in Ain Mallaha als auch in Wadi Hammeh 27 überwog unter den Tierknochen die Gazelle. In Wadi Hammeh 27 wurden jedoch auch der Storch (Ciconia ciconia) und Enten gejagt. Aus der Kammer III von El Wad liegen die Knochen von Wildrind (Bos primigenius), Wildziege (Capra aegagrus), Rothirsch (Cervus elaphus), Damhirsch (Dama mesopotamica), Reh (Capreolus capreolus), Edmigazelle (Gazella gazella), Wildschwein (Sus scrofa), Halbesel (Equus hemionus) und Wildpferd (Equus caballus) vor. Im Vergleich zu den vorhergehenden Perioden wurden bei den Gazellen zunehmend Jungtiere getötet. Auch Fleischfresser wie Rotfuchs (Vulpes vulpes), Rohrkatze (Felis chaus), Dachs (Meles meles), Steinmarder (Martes foina) und Tigeriltis (Vormela peregusna) wurden gejagt. Ebenso nahm der Anteil von Kleintieren wie Schildkröten, Hasen und verschiedenen Vogelarten, vor allem Rebhühnern, deutlich zu. Er betrug an manchen Fundstellen über 50 %. Falken wurden hauptsächlich wegen ihrer Federn erbeutet. Ob im Natufien Pfeil und Bogen, die in manchen Gegenden um 8500 v. Chr. auftauchten, in Gebrauch waren, ließ sich bisher nur wahrscheinlich machen. In jedem Falle wurden Waffen und Werkzeuge in Taschen mitgetragen, wie ein 14.000 Jahre alter Fund aus Wadi Hammeh 27 belegt.
Auf der Hayonim-Terrasse im Norden Israels fanden sich sechs Gräber, die Einzel- und Mehrfachbestattungen bargen. Ein Grab enthielt die Knochen eines Menschen und eines Hundes (es stellt die älteste gemeinsame Bestattung dieser Art dar) sowie Schildkrötenpanzer und die Hornzapfen von Gazellen. Die Toten wurden im Natufien meist in kontrahierter Stellung beigesetzt, gelegentlich die Schädel separat beerdigt. In einer Fundstätte im Karmel entdeckte man durchbohrte Mörser, die möglicherweise dazu gedient hatten, Trankopfer darzubringen oder die Gräber zu markieren. In Mallaha fand man ein Grab, das mit einer Steinplatte bedeckt war; dieses kann man als Vorgänger der späteren Dolmen betrachten. Wenig mehr als jedem Zehnten wurde Schmuck beigegeben.
Die oberen Schichten der Kebara-Höhle wurden auf 11.000 bis 12.000 Jahre datiert. Ein Gemeinschaftsgrab barg die Skelettreste von elf Kindern und sechs Erwachsenen. Bei allen Erwachsenen fand man Anzeichen von Gewalt; ein erwachsener Mann hatte Steinsplitter in der Wirbelsäule, offenbar hatte er die Verletzung nicht überlebt.
In der etwa 100 m² großen Höhle Hilazon Tachtit, 14 km von der Mittelmeerküste im westlichen Galiläa am Hilazon gelegen, entdeckte man mindestens 28 Bestattungen, bis auf zwei in Gemeinschaftsgräbern. Datiert auf etwa 10.000 v. Chr. fanden sich in einem Einzelgrab Überreste einer etwa 45 Jahre alten und 1,50 m großen Frau, die zu Lebzeiten wahrscheinlich ein Bein nachzog. Das Grab besteht aus einer ovalen, in das harte Gestein geschlagenen Mulde, die im unteren Bereich mit Lehm bedeckt ist. Die Wände sind mit Kalksteinplatten ausgekleidet. Die Frau wurde mit dem Rücken zur Wand, die Beine überkreuzt, abgelegt und mit zehn größeren Steinen bedeckt. Zudem war das Grab mit einem dreieckigen Kalksteinblock verschlossen. Die Grabbeigaben in einer nahen, ähnlich gebauten Mulde bestanden aus den Überresten von mindestens drei Auerochsen, etwa 50 Schildkrötenpanzern, zwei Marderschädeln, Flügelknochen eines Steinadlers, Wildschweinknochen, einem Rinderschwanz sowie einem menschlichen Fuß und Fragmenten einer Basaltschale. Ein junger Erwachsener fand sich in einem anderen Einzelgrab. Die Gemeinschaftsgräber dienten nur der Erstbestattung, Schädel und große Knochen wurden später an einen unbekannten anderen, endgültigen Ruheort gebracht. Die rund 3000 Knochen entfielen zu 30 % auf Gazellen, zu 45 % auf Schildkröten. Möglicherweise handelte es sich um eine Schamanin; rituelle Feierlichkeiten lassen sich jedenfalls belegen.
Die zuvor meist recht abstrakte Kunst wurde durch realistischere Darstellungen ergänzt, die als älteste Bilddokumente Vorderasiens gelten. Sie fanden sich ausschließlich am Karmel und an einigen Fundstätten in der Wüste Juda.
Welche Rolle bei dieser folgenreichen Entwicklung die klimatischen Veränderungen gespielt haben, ist noch unklar. Zuletzt kam es im Jüngeren Dryas zwischen 10.730 und 9700/9600 v. Chr. zu einer starken globalen Abkühlung. Diese riss wiederum scharf ab und mündete binnen weniger Jahre in eine Warmzeit. In der nicht von Vergletscherung betroffenen Levante kam es zu einer deutlichen Abnahme der Niederschläge. Im Negev kam es zu einer Wiederbelebung ausgreifender Sammeltätigkeit (Kharifien), während im Norden die Gazellenjagd wieder zunahm (spätes Natufien).
In den Gebieten, die an die wichtigste Ressource der Frühsesshaften angrenzten, nämlich die Migrationsrouten der Gazellen, müssen Ketten mehr oder weniger abgesprochener Ortsterritorien bestanden haben. Möglicherweise führte dies langfristig zu einer kulturellen Kontrolle der Bestände. Auch weisen Untersuchungen über die Sichtbarkeit von Grabstätten im Vergleich zu den Siedlungen darauf hin, dass die Grabstätten spätestens ab dem Chalkolithikum zugleich als Anspruch auf das umgebende, sichtbare Land zu verstehen sind.

### Khiamien (10.200 – 8800 v. Chr.)
Das Khiamien erhielt seinen Namen nach der Fundstätte El Khiam beim Wadi Khureitun nahe dem Toten Meer, wo Anfang der 1930er Jahre erstmals gegraben wurde. Der Raum, in dem Artefakte dieser Kultur gefunden wurden, erstreckt sich vom Sinai, mit dem Fundort Abu Madi, der sich östlich des Katharinenklosters befindet, über Jordanien (Azraq) bis an den Euphrat (Mureybet). Im Gegensatz zum Natufien entstanden nunmehr Häuser auf Bodenniveau, während sie zuvor zur Hälfte unterhalb des Bodenniveaus lagen. Leitartefakte sind die Khiamien-Klingen.
Abu Madi wurde zwischen 9750 und 7760 v. Chr. datiert, und damit überwiegend ins späte Khiamien. Die dortigen Klingen unterschieden sich allerdings, so dass sie als Abu-Madi-Klingen bezeichnet wurden. Möglicherweise waren sie eine Anpassung an die Erfordernisse der Gazellen- und Wildziegenjagd. Zeitweilig zählte die Siedlung zu den Kandidaten für die älteste getreideproduzierende Lebensweise.

## Neolithikum

Lage keramischer neolithischer Stätten in der südlichen Levante

### Präkeramisches Neolithikum
Lange nahm man an, dass das Neolithikum, die Fähigkeit, Lebensmittel zu produzieren, zusammen mit der Keramikherstellung entstand, vor allem der Herstellung von Gefäßen aus Ton. Doch an verschiedenen Fundstellen zeigte sich, dass sowohl Ortsfestigkeit als auch Keramikherstellung mit der Entstehung der „Landwirtschaft“ nicht in Zusammenhang stehen. So fand man in Jericho eine 10 m dicke Schicht, die bereits luftgetrocknete Lehmziegel bzw. -wände barg, sowie einen aus Steinen gemauerten Turm. Erst um 6000 v. Chr. setzte sich die Verarbeitung von Ton, insbesondere die Töpferei allgemein durch.

### Präkeramisches Neolithikum A (9600–8800 v. Chr.), erste „mega-sites“
Der von Kathleen Kenyon anhand der Stratigraphie von Jericho definierte Abschnitt bezeichnet eine frühjungsteinzeitliche Epoche zwischen 9500 und 8800 v. Chr. in der Levante und im nördlichen Teil des Fruchtbaren Halbmonds, in der die Herstellung von Tongefäßen noch nicht bekannt war. Es gab aber Menschen- und Tierfiguren aus Ton, Gefäße wurden unter anderem aus Gips, Stein und gebranntem Kalk hergestellt. Typisch sind Rundhäuser mit Terrazzo-Fußboden.
Es werden mehrere regionale Ausprägungen unterschieden, in Palästina das nach dem Tell es-Sultan, also Alt Jericho benannte Sultanien (manchmal auch das Khiamien, wenn man von einem „langen“ Pre-Pottery Neolithic A (PPNA) ausgeht). Zum lithischen Inventar gehören die sogenannten El-Khiam- und Aswad-Spitzen sowie bifaziale Silexbeile. Wichtigster Fundort im Süden Palästinas ist Jericho, das aus den Siedlungen, die meist zwischen 0,2 und 0,5 ha groß waren, mit einer Fläche von 4 ha weit herausragt. Zu solchen als „mega-sites“ bezeichneten Fundstätten können auch Khirbat Sheikh Ali und Beisamoun im oberen und mittleren Jordantal gerechnet werden.

### Präkeramisches Neolithikum B (8800–7000 v. Chr.), erste Urbanisierung

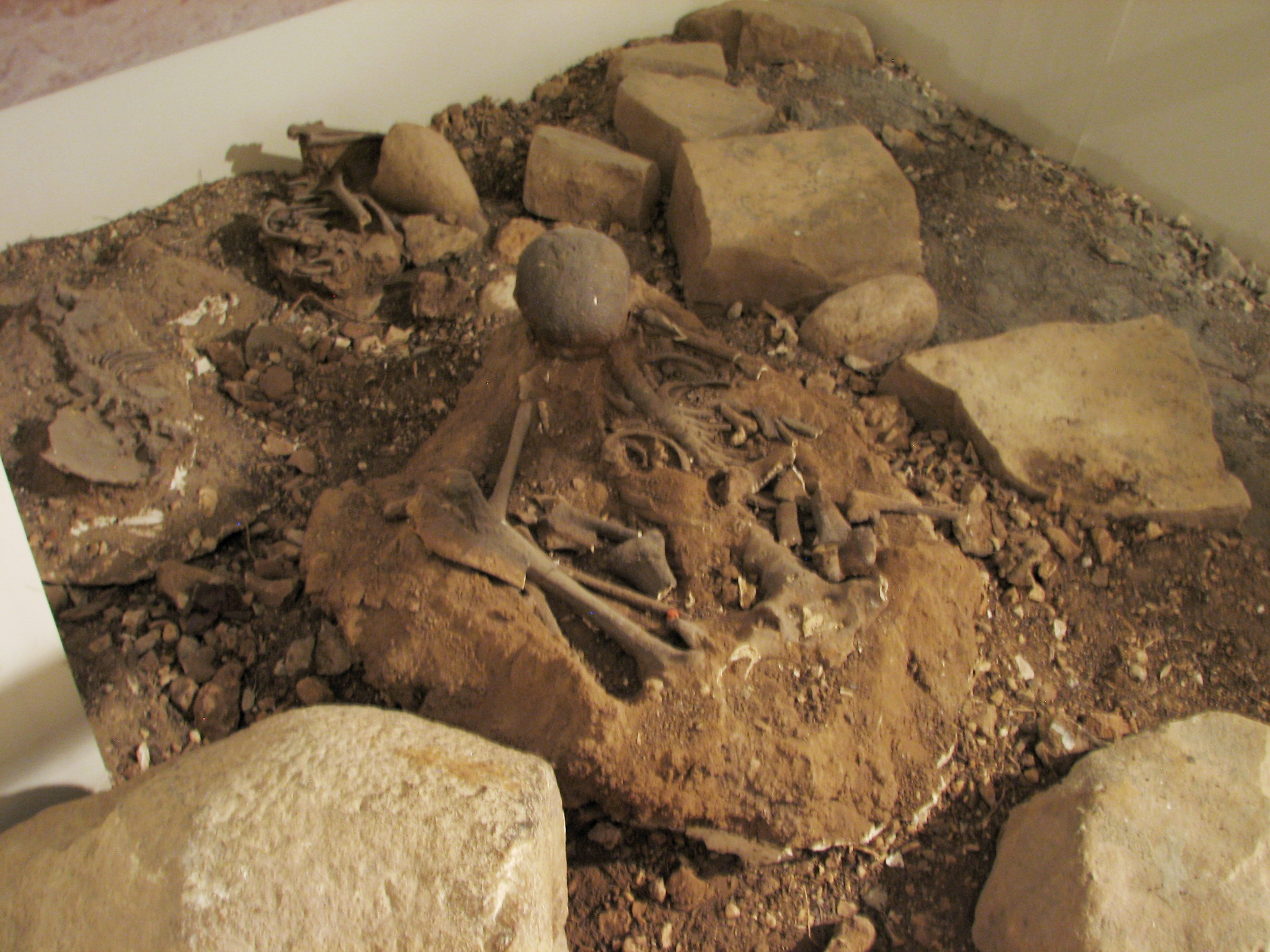
Menschliche Überreste aus der Nachal-Höhle

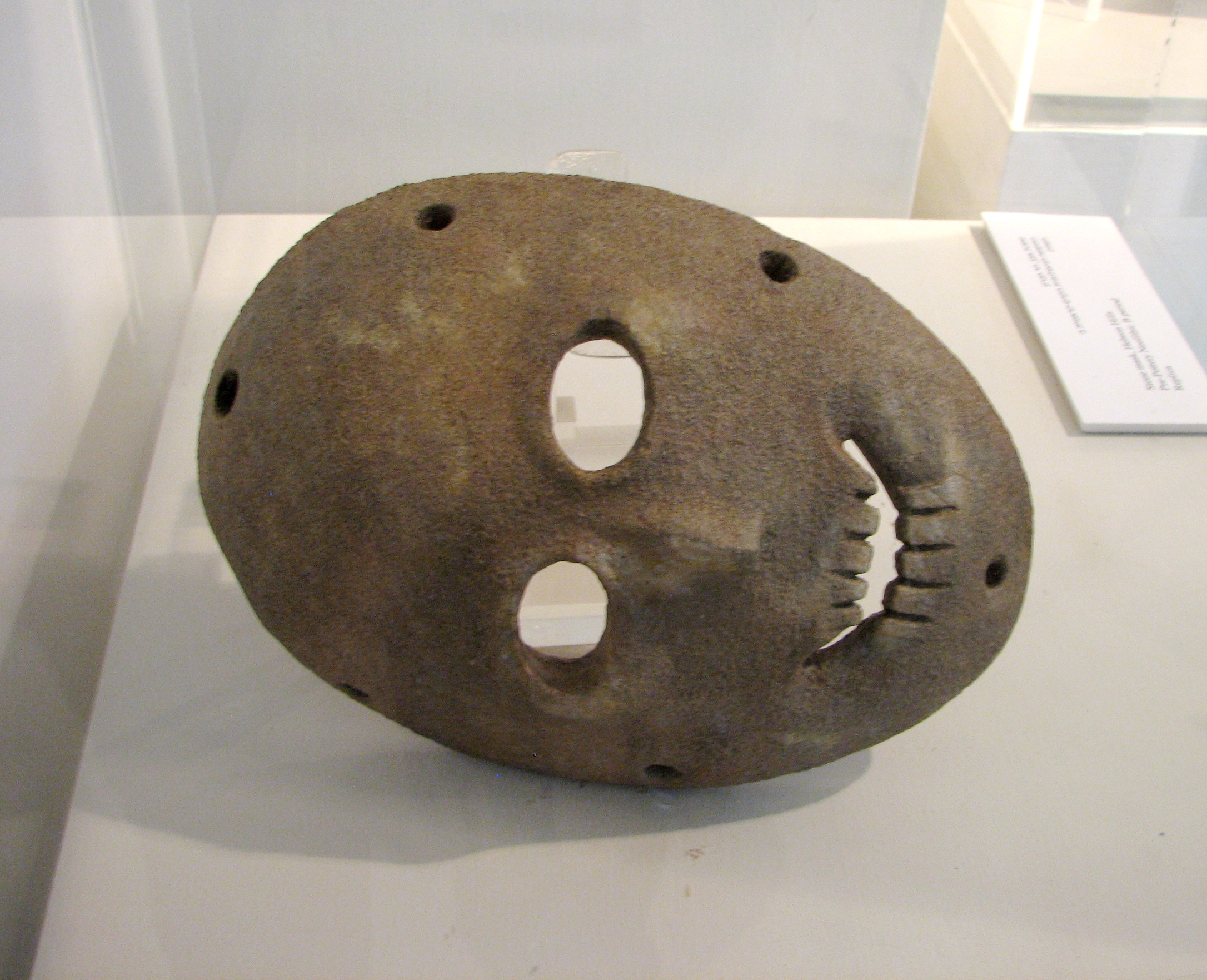
Steinmaske, Hebronhügel (Kopie)

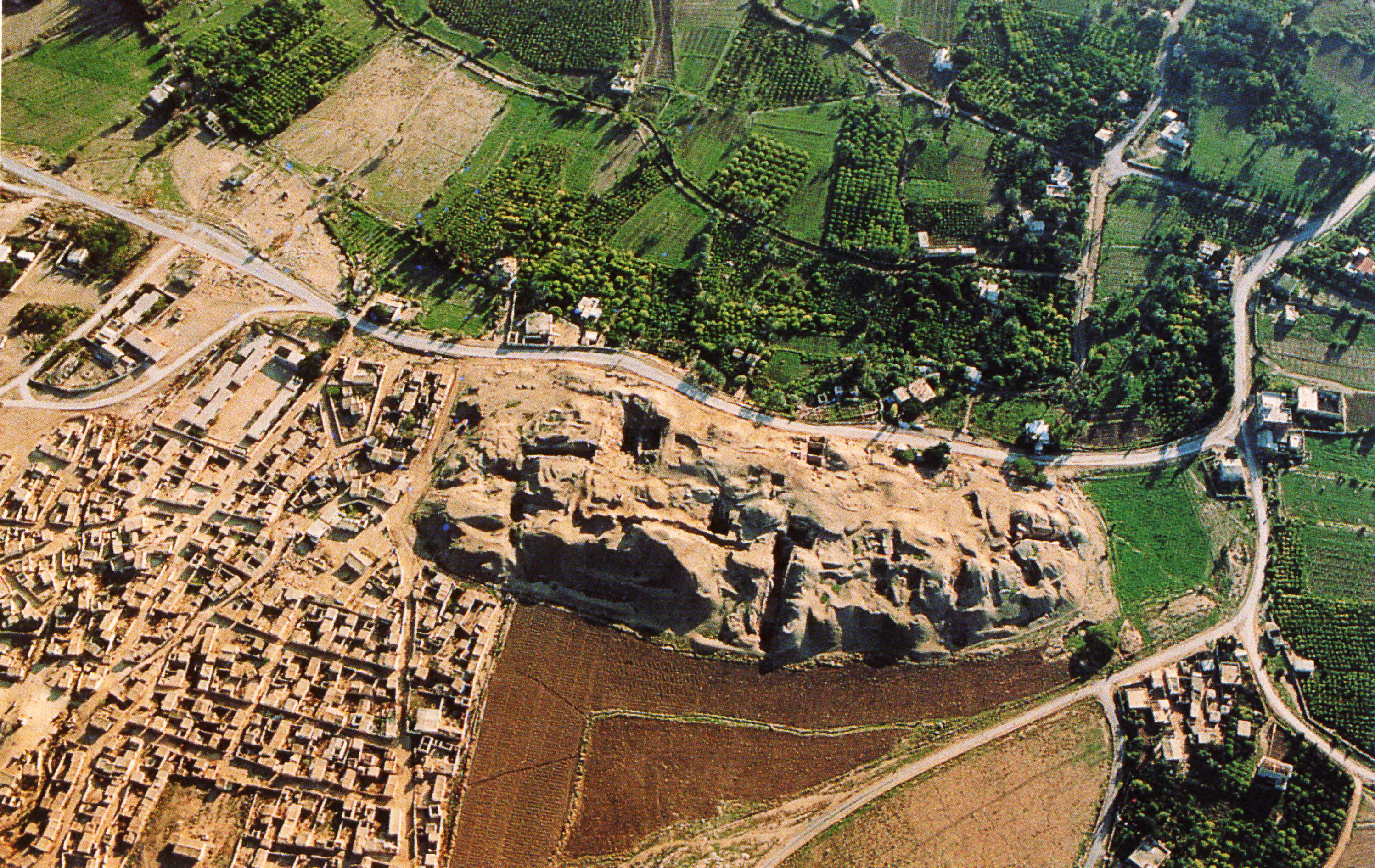
Grabungsgelände von Tell es-Sultan, Jericho

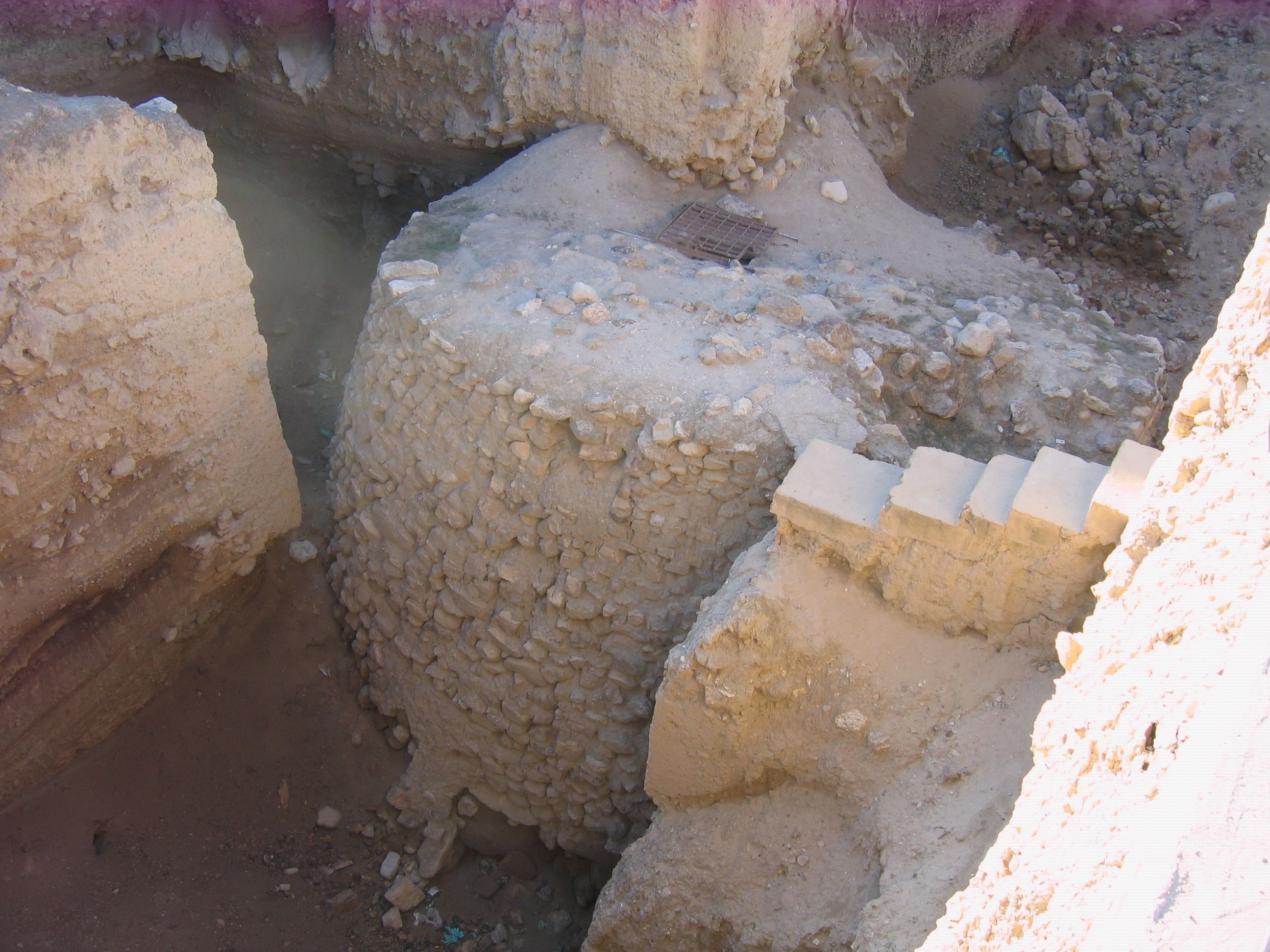
Turm von Jericho (erbaut um 8050 v. Chr.)

Die Häuser waren, im Gegensatz zu den Rundhäusern der vorhergehenden Epoche, typischerweise mehrräumig und rechteckig. Zum lithischen Inventar gehören etwa Byblos- und Helwan-Spitzen. In der Primärproduktion der Flintindustrien bildete sich erstmals eine technologische Standardisierung der Werkzeugrohlinge heraus, die bidirektionalen Kerntechniken. Diese sparten nicht nur Rohmaterial und stellten eine arbeitstechnisch effiziente Lösung für die Massenproduktion maßstandardisierter Klingen dar. Sie förderten auch eine Qualitätsnormierung bei den Endprodukten. Zudem entstanden spezialisierte, antrainierte Fertigkeiten, die auf ein entstehendes Handwerk hinführen konnten. Später kamen Maurer und Kalkbrenner als weitere frühe Handwerke hinzu.
In der frühen Phase bis etwa 8300 v. Chr. war der Raum, in dem Siedlungen Getreide oder Gemüse anbauten, klein. Er beschränkte sich auf das Jordantal oder den Golan, sowie wenige andere, günstige Standorte. Zwischen 8300 und 7600 v. Chr. breitete sich die ortsfestere Siedlungsweise auch in weniger begünstigte Gebiete aus. Dies könnte auf einen Bevölkerungsanstieg hindeuten, zumal eine Reihe neuer Siedlungen entstand. Zudem verlagerte sich der Ernährungsschwerpunkt von der Gazelle auf die Ziege, was neue Nutzungsräume erschloss. Um 7600 v. Chr. kam es zu einer drastischen Ausweitung der Siedlungstätigkeit, die offenbar mit Wanderbewegungen einherging, möglicherweise mit einem stärkeren Bevölkerungswachstum. Aus den Kernfamilien des Mittleren PPNB wurden im Späteren anscheinend größere Ahnenfamilien oder „lineage families“. Die meisten der älteren Siedlungen wurden aufgegeben. Zentrale Orte im Sinne einer zentralisierten Siedlungshierarchie scheint es noch nicht gegeben zu haben. In dieser Phase von etwa 500 Jahren meint „zentral“ nicht, wie sonst üblich, eine Hierarchie der Siedlungen, sondern bezeichnet Siedlungen, die Zentren eigener lokaler Erschließungsmuster bildeten. Die Überschüsse einzelner Siedlungen – so produzierte Basta Klingenrohlinge, Ba'ja Sandsteinringe, es-Sifiya Basalt, 'Ain Ghazal Flintrohmaterial – könnten Ursache für defensive Maßnahmen geworden sein. Auf deren Basis hätten sich langfristig neue soziale und räumliche Hierarchien ergeben, wenn diesen „Mega-Dörfern“ nicht durch die Degradation der Umgebung die Entwicklungsmöglichkeiten genommen worden wären.
Aus Ton und anderen Materialien wurden Tier- und Menschenfigurinen hergestellt, Gefäße hingegen aus Gips oder gebranntem Kalk. Bekannt sind vor allem Siedlungsbestattungen, Grabbeigaben wurden üblich. Die Gesichter der Toten wurden teilweise aus Gips nachgebildet, wie in Jericho oder Nachal Chemar (נַחַל חֵמָר). Letztere Stätte ist eine Höhle, in der sich hölzerne Artefakte, und eine Pflasterung fanden. Dort fanden sich zudem Perlen, die vermutlich zu besonderen Kleidungsstücken gehört hatten. Dekorierte Schädel, Tierfigurinen und Messer deuten wohl auf Rituale hin. Nach den Ausgräbern gehören diese Funde dem ältesten Stratum (4) an, und sind damit ganz überwiegend in die Zeit zwischen 8210 und 7780 v. Chr. zu datieren. Die Periodisierung mit einem sich dem PPNB anschließenden Präkeramischen Neolithikum C (7000–6400 v. Chr.) ist nur in Israel geläufig.
Die letzte Phase der Gazellenjagd (Gazella gazella) ließ sich an der frühen und mittleren PPNB-Fundstelle Motza in den Judäischen Bergen um Jerusalem beforschen. Die Siedlung barg Werkzeuge aus Gazellenknochen, wie sie im vorausgehenden Sultanien gebräuchlich waren, wie auch sonst PPNA-Traditionen vielfach fortgesetzt wurden; die Funde von Motza reichen bis in das Frühe PPNB zurück, nicht wie lange angenommen nur in das Mittlere. Heluan- und Jerichoklingen dominierten.
Bei der Beisetzung der Toten in Motza gab es keine bevorzugte Ausrichtung, wenn sie auch stark flektiert beigesetzt wurden. Drei Erwachsenengräber weisen Anzeichen auf, dass der Schädel später entfernt wurde.

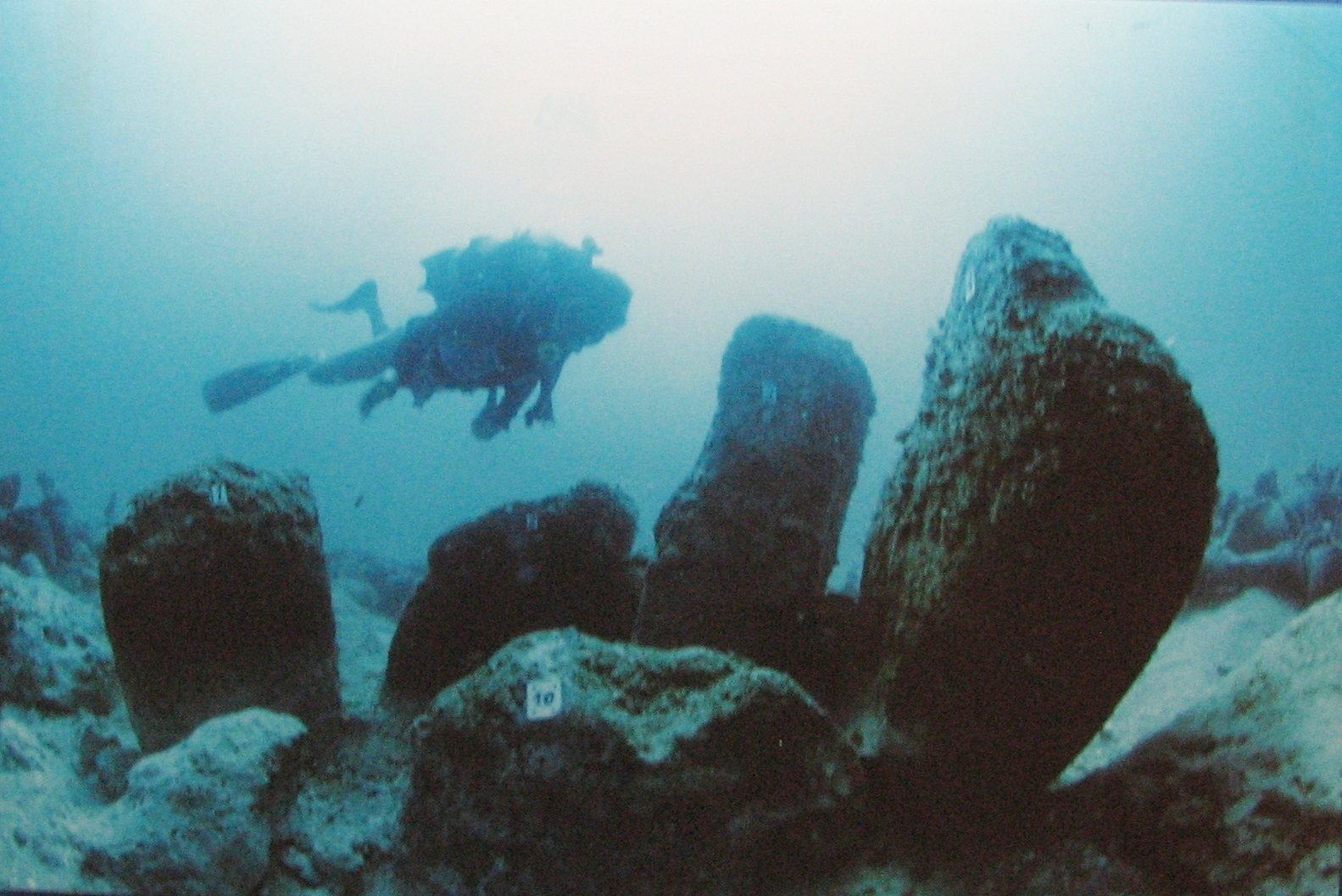
Um eine Quelle herum standen im vor 8300 Jahren aufgegebenen Atlit Yam vor der israelischen Küste sieben Megalithen in einem Halbkreis.

Auf einer Fläche von 40.000 m² erstreckte sich die Fundstätte Atlit Yam 200 bis 400 m vor der Küste Israels, dort wo der Oren an der Karmelküste in das Mittelmeer mündet. Unterwasserarchäologen arbeiteten in 8 bis 12 m Tiefe an der Stätte, die auf die Zeit zwischen 6900 und 6300 v. Chr. datiert wurde. Zu dieser Zeit lag die Küstenlinie etwa einen Kilometer weiter westlich. Möglicherweise fiel die Siedlung, die den ältesten Beleg für ein von Bauern und Fischern bewohntes Dorf darstellt, einem Tsunami zum Opfer. Dieser wurde vom Ätna ausgelöst. Sie könnte aber auch aufgrund der Versalzung des Brunnenwassers aufgegeben worden sein. Die Archäologen fanden reiche, zurückgelassene Vorräte an Fisch, was auf eine Flucht hinweisen könnte. Sie entdeckten neben einer Reihe rechteckiger Häuser und einem Brunnen von 5,5 m Tiefe und 1,5 m Durchmesser einen Steinhalbkreis um eine (mögliche) Quelle. Die sieben Megalithen waren zwischen einem und 2,1 m hoch, der Halbkreis, den sie bildeten, hatte einen Durchmesser von 2,5 m. Westlich davon fanden sich liegende Felsplatten von 0,7 bis 1,2 m Länge. Eine weitere, offenbar rituellen Zwecken dienende Struktur fand sich in Form dreier ovaler Steine, die von Furchen umgeben waren, die schematische, anthropomorphe Figuren darstellten. An den Leichnamen einer Frau und eines Kindes entdeckte man Spuren des ältesten Falles von Tuberkulose. Außerdem wiesen einige Männer schwere Schäden im Ohrbereich auf, was auf tödliche Tauchgänge nach Meeresfrüchten hindeuten könnte. Die Tierknochen stammen von Wildtieren, doch wurden offenbar auch Getreidevorräte angelegt.
Eine etwa 3 m hohe Stadtmauer, deren Zweck bisher ungeklärt ist, fand sich zwei Kilometer nordwestlich des heutigen Stadtzentrums von Jericho im 21 m hohen Tell es-Sultan. Die Siedlung barg zudem den ältesten, über 10.000 Jahre alten, 8,25 m hohen Turm und wahrscheinlich Verteidigungsanlagen. Zu diesem Zeitpunkt werden für die 4 ha große Siedlung, die häufig als Beginn der Urbanisierung gilt, etwa 3000 Bewohner geschätzt. Töpferei und Metallverarbeitung waren noch unbekannt. Wirtschaftliche Grundlage der „Stadt“ war der Anbau von Emmer, Gerste und Hülsenfrüchten, hinzu kamen Viehhaltung sowie weiterhin die Jagd. Nach dieser Phase war die Siedlung leer und entstand erst wieder Ende des 7. Jahrtausends v. Chr., eine Besiedlung ließ sich für die Zeit zwischen 7700 und 7220 v. Chr. nicht nachweisen. Zwischen 7220 und 6400 v. Chr., also vom Ende des Präkeramischen Neolithikum B bis zum Präkeramischen Neolithikum C, wurden große rechteckige Lehmziegelhäuser bewohnt. Es entstand eine neue Mauer, die mehrfach zerstört und wieder errichtet wurde. Zahlreiche Nutzpflanzen und Spuren von Schafzucht ließen sich nachweisen. In den Häusern wurden menschliche Schädel in der Nähe der Eingänge zweitbestattet. Teilweise waren die Gesichter der Schädel mit Gips rekonstruiert und in manchen Fällen die Augen durch Muscheln ersetzt. Begräbnisstätten dieser Art fanden sich neben Jericho, wo man sieben Schädel fand, in Ain Ghazal und in Beisamoun im oberen Jordantal, aber auch im Tell Ramad bei Damaskus.

### Keramisches Neolithikum (7000 – 6400 v. Chr.), Pastoralisierung

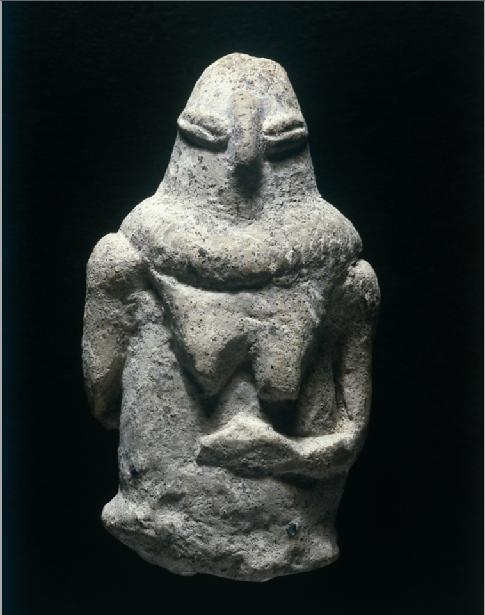
Weibliche Figurine aus Schaʿar haGolan

Das keramische Neolithikum Südpalästinas weist wiederum gänzlich andere Charakteristika auf, als die vorhergehende Epoche. Es kam zu einer Pastoralisierung und zur Auflösung bisheriger Lebensweisen. Es erfolgte eine Anpassung in Steppenwirtschaften, bei der ökologische Faktoren noch stärker im Vordergrund gestanden haben dürften. Die reduzierten Migrationsmuster der Epochen vor den „Mega-Dörfern“ wurden wieder aufgenommen. Daneben bestanden weiterhin ortsfeste Siedlungen. Erst nach dieser Phase erfolgte die Stabilisierung, die die Voraussetzung für urbane Strukturen bot.
Das Yarmukien ist die älteste keramische Kultur Israels, ihre wichtigste Stätte Schaʿar haGolan im Yarmuktal. 1949 wurde der südlich vom See Genezareth liegende Fundort als zum Keramischen Neolithikum gehörig erkannt. Er erstreckt sich über eine Fläche von 20 ha, was die Siedlung zur größten ihrer Epoche machte. Sie wurde auf 6400 bis 6000 v. Chr. datiert. Es fanden sich große Häuser mit Innenhöfen, die zwischen 250 und 700 m² Fläche maßen. Sie stellen architekturgeschichtlich eine wichtige Neuentwicklung dar, denn dieser Haustyp besteht bis heute im Mittelmeerraum. Darüber hinaus unterschied sich die Siedlung von den zeitgenössischen Großsiedlungen etwa Anatoliens dadurch, dass die Häuser durch Straßen voneinander getrennt waren. Die breiteste dieser Straßen maß 3 m und war mit in Lehm gedrückten Kieselsteinen bedeckt. Eine andere, gewundene Straße war nur einen Meter breit. Ein 4,15 m tiefer Brunnen sorgte für Trinkwasser. Obsidianklingen, deren Grundmaterial von über 700 km entfernten anatolischen Vulkanen stammte, wurden ebenfalls entdeckt. Schaʿar haGolan ist die erste neolithische Stätte in Israel mit ausgedehnter Keramikproduktion. Über 300 als Kunstobjekte gedeutete Artefakte wurden gefunden, davon allein 70 Figurinen in einem Haus. Dabei sind die aus Ton gearbeiteten Figurinen sehr viel feiner und detailreicher, die aus Stein eher abstrakt.
Eine ebenfalls wichtige Stätte dieser Periode ist Megiddo, ein Tell oder Siedlungshügel rund 30 km südöstlich von Haifa, der bis in das 7. Jahrtausend zurückreicht, oder Munhata, 11 km südwestlich des Genezarethsees. Yarmukien-Keramik fand sich auch in einer nur 100 m² großen Ausgrabung beim heutigen Dorf Chamadja, nördlich von Beit Scheʾan im mittleren Jordantal.
Das beginnende Neolithikum Ägyptens unterscheidet sich grundlegend von demjenigen Israels, denn es war nicht mit der Bodenbearbeitung verbunden, wie es im gesamten Fruchtbaren Halbmond der Fall war. Merimde Beni Salama, etwa 45 km nordwestlich vom heutigen Kairo gelegen, war die Ursiedlung der Merimde-Kultur, die in den Anfang des keramischen Neolithikums einzuordnen ist. Sie weist anscheinend südwestasiatische Wurzeln auf, was auf Kulturkontakte oder Migrationen hinweisen kann.
Innerhalb des Keramischen Neolithikums folgte auf das Yarmukien in einigen Gebieten Palästinas das Lodien, dann die Wadi-Rabah-Kultur, die allerdings von manchen Archäologen zumindest partiell bereits dem Chalkolithikum zugerechnet wird. Doch sind die Beziehungen zu den nördlichen Kulturen aufgrund fehlender Grabungen in Syrien und im Libanon unklar.

## Chalkolithikum (bis 3300 v. Chr.), Städte

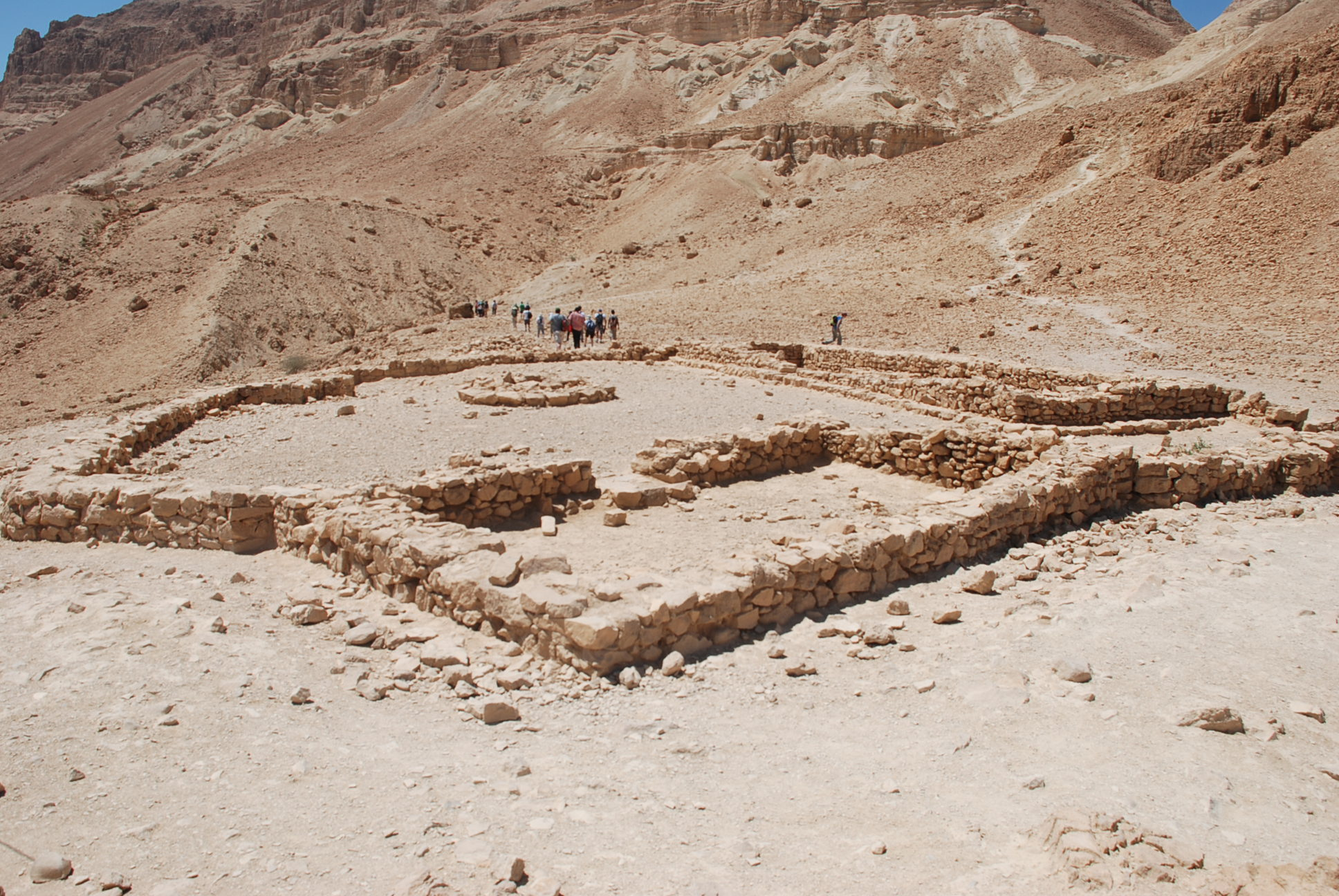
Überreste des Tempels von Ein Gedi, der um 3500 v. Chr. entstand und von einer Steinmauer umgeben ist. Das 20 m lange und 5,5 m breite Hauptgebäude steht im Norden. Da sich keine Siedlung in der Nähe fand, nimmt man an, dass der Tempel zu bestimmten Anlässen von Menschen in weitem Umkreis aufgesucht wurde. Vor dem Eingang und in der Nähe der Rückwand war ein Altar. Verbrannte Substanzen deuten auf Opferrituale hin.

### Ballung der Fundstätten in den Randgebieten
Die chalkolithischen oder kupfersteinzeitlichen Fundstätten konzentrieren sich an den Wadi-Ufern in der israelischen Peripherie. Auf einer Strecke von rund 110 km entlang des Beʾer Scheva und seiner Fortsetzung, des Besor, fanden sich beispielsweise mehr als 70 Grabungsstätten aus dieser Epoche. Ähnliches gilt für das Tal des Jordan, wo die zentrale Siedlung Teleilat Ghassul war, das rund 1000 Jahre mit einer Fläche von rund 20 ha die größte Siedlung in der Region war. Sie war bestenfalls mit den Städten Mesopotamiens zu vergleichen. Teleilat Ghassul lag oberhalb des Nordostrands des Toten Meeres. Dort fanden sich geräumige Häuser von 3,5 m mal 12 m Grundfläche, wobei sich der Eingang an den Langseiten befand. Mehrere Häuser, die sich an den Schmalseiten berührten, bildeten eine lange Kette, wobei innerhalb der Stadt mehrere dieser Ketten errichtet wurden. Auch fand sich ein Tempel, der zahlreiche, für uns kaum mehr erschließbare Symbole barg, wie einen achteckigen Stern, eine elefantenkopfartige Maske, farbige, geometrische Figuren oder einen Vogel.
Kennzeichnend für das Chalkolithikum sind zudem überaus große Pithoi, die größten Vorratskrüge, die je in Palästina hergestellt wurden. Typisch ist der tauartige Griff, der mit Fingereindrücken verziert ist. Das Spektrum der Tongefäße erweiterte sich; so entstanden Krater, Gefäße zum Mischen von Wein und Wasser, aber auch das Butterfass.

### Klimatisch bedingte Abtrennung von Ägypten (Mitte 6. bis Mitte 5. Jahrtausend v. Chr.)
Infolge einer ariden Phase in Palästina in der Zeit zwischen der Mitte des 6. und der Mitte des 5. Jahrtausends v. Chr., aus der für den Raum südlich des Libanon keine Siedlungen nachzuweisen sind, bestanden keine Kontakte mit der ägyptischen (mittleren) Merimde-Kultur mehr. Die dortige Badari-Kultur, die älteste aus Oberägypten bekannte Kultur mit sesshafter, bodenbebauender Lebensweise, unterhielt wieder Kontakte. Sie wird auf etwa 4400 bis 4000 v. Chr. angesetzt – vielleicht setzte sie bereits um 5000 v. Chr. ein – und folgte der Merimde-Kultur. Diese Kultur besaß zwar keramische Beziehungen in den Sudan, doch Viehhaltung und Art der Landwirtschaft deuten auf Palästina.

### Ende des Ghassulien (zwischen 3500 und 3300 v. Chr.)
Das nach der größten Siedlung benannte Ghassulien endete abrupt um 3500 bis 3300 v. Chr. Wahrscheinlich handelte es sich um ein schwerwiegendes Ereignis, doch Spuren von Gewalt ließen sich bisher nicht belegen.

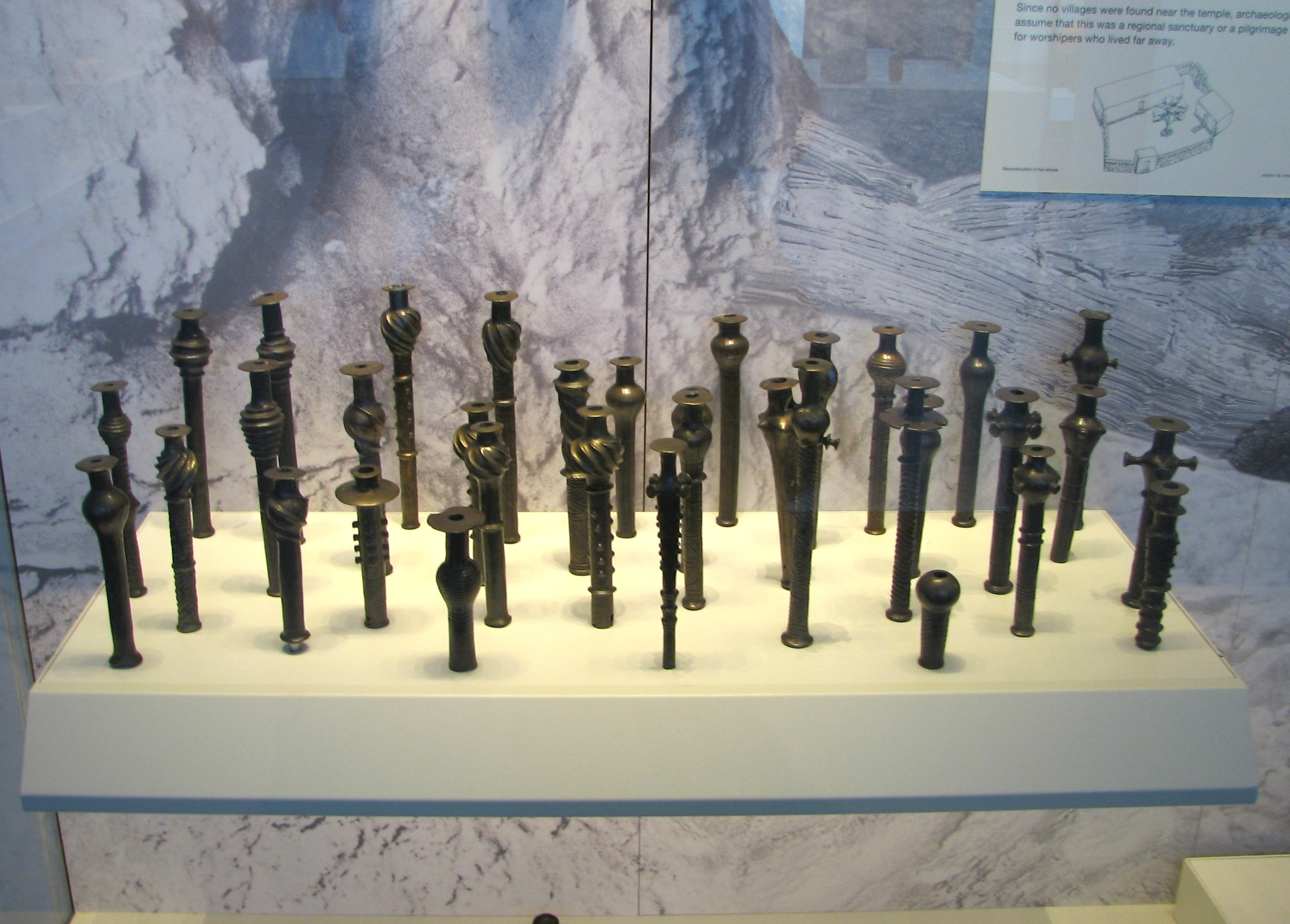
Teil des Schatzes von Nachal Mischmar

Der Schatz von Nachal Mischmar wurde um 3500 v. Chr. in einer Höhle an der Nordseite des Nachal Mischmar deponiert. Er bestand aus 432 Kupfer-, Bronze-, Elfenbein- und Steinobjekten: 240 Keulenköpfe, etwa 100 Szepter, 5 Kronen, Hörner, Werkzeuge und Waffen, die in eine Matte eingewickelt waren. Das darin verarbeitete Kupfer stammte wahrscheinlich aus Armenien. Ein weiterer, etwa 800 Objekte umfassender Kupferschatz wurde bei Kfar Monasch nahe Tel Aviv entdeckt. Ob diese Schatzfunde mit dem Ende der Ghassul-Kultur zusammenhängen, ist unklar.

## Bronzezeit

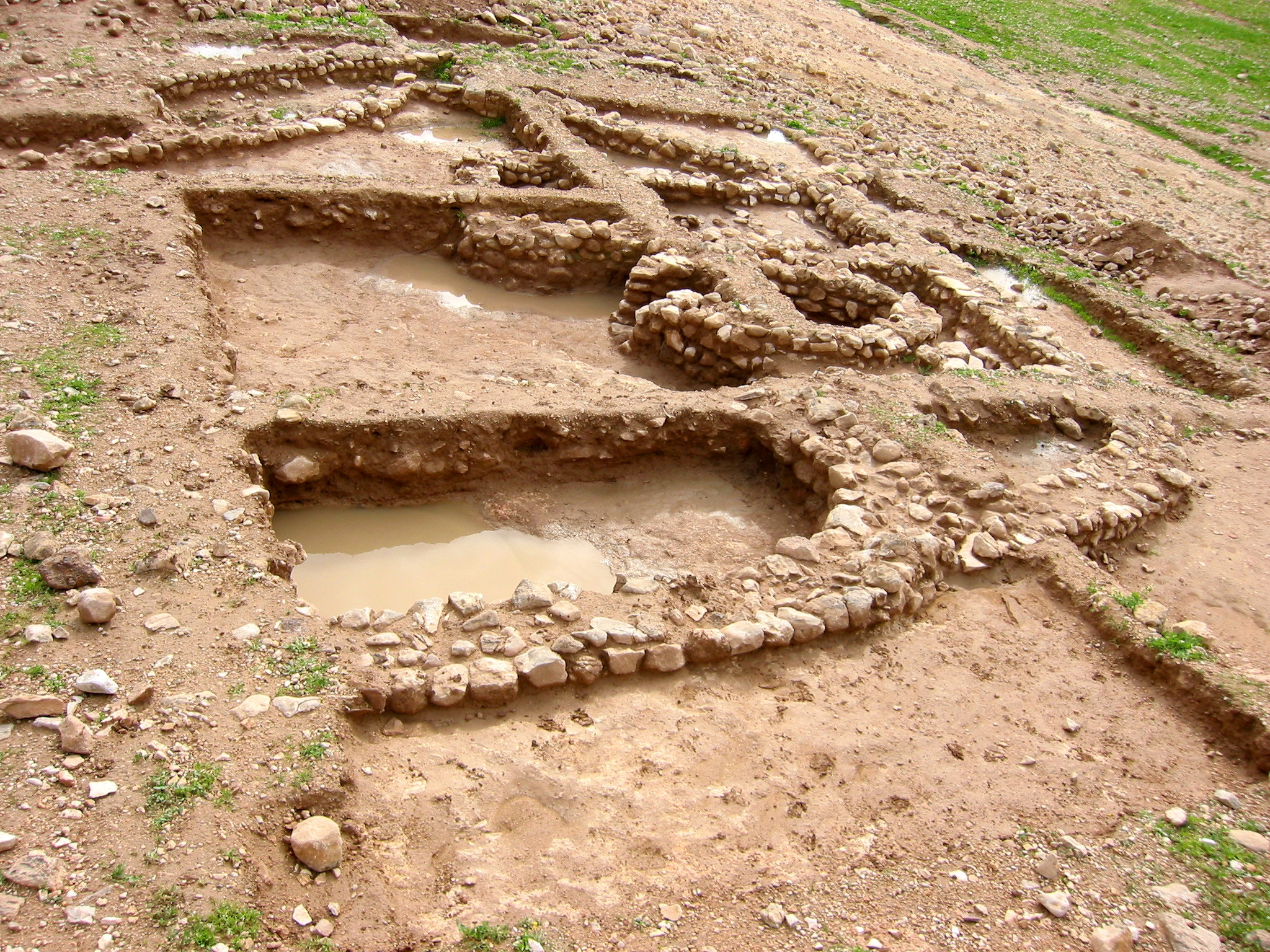
Frühbronzezeitliche Grabungsstätte Sheikh Diab 2 im Jordantal

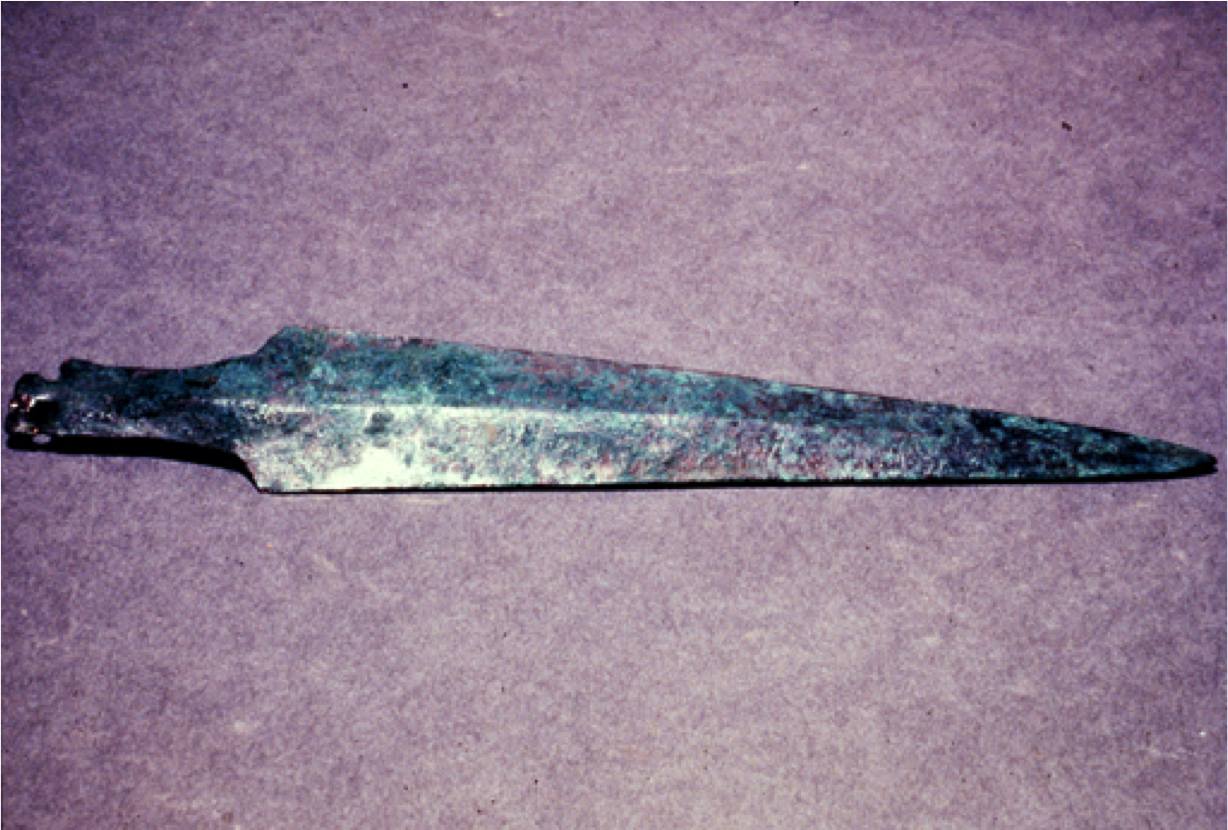
Dreiecksdolch mit einfachem Zungenfortsatz, Afridar, frühe Bronzezeit

Konkordanz der bronzezeitlichen Kulturen im alten, vorderen Orient. Die Zeitangaben sind ungefähre, genaueres in den einzelnen Artikeln. Im Anschluss an die Bronzezeit folgte die Eisenzeit.

### Frühe Bronzezeit I (3300–3050 v. Chr.)
Die Abgrenzung der frühen Bronzezeit ist nicht unumstritten. Kathleen Kenyon konnte sich mit ihrer Benennung der ersten beiden der drei zugehörigen Phasen (Frühe Bronzezeit Ia und Ib) in „frühurban“ nicht durchsetzen, wenn es auch gerade dieser kulturelle Zug war, der die Kulturen besonders deutlich kennzeichnete.
Dabei ist der Bruch zum Chalkolithikum nicht überall sichtbar, denn etwa ein Drittel der Stätten setzte frühere Siedlungen fort. Neben dieser Kontinuität lässt sich aber vor allem eine Ausweitung in andere Landesteile erkennen, wie in die Küstenebene, das zentrale Bergland, die Schefela, sowie die nördlichen Ebenen. Dabei entstanden im Norden kurvilineare, runde, elliptische und apsidische Strukturen, die derartig anders waren, als die Vorgängerbauten, dass sie eine Einwanderung nahelegen.
Zugleich nahmen die überregionalen Beziehungen, die bisher von Mesopotamien dominiert wurden, deutlich zu, ja, sie wurden sogar zu einem Kennzeichen der Epoche. Dabei stand vor allem Ägypten im Vordergrund, wo im östlichen Nildelta palästinensische Tonwaren auftauchten.

### Kontakte zu Ägypten in der Frühen Bronzezeit II und III (ab 4. Jahrtausend – 2300 v. Chr.)
Handelskontakte zu Ägypten bestanden bereits zur Zeit der dort im Norden bestehenden Maadi-Kultur, also vor der ersten herrschaftlichen Vereinigung Ägyptens. So stammten Öl, Wein und Rosinen aus Palästina. Werkzeuge aus Feuerstein belegen ebenfalls einen starken nahöstlichen Einfluss (kanaʿanäische Klingen). Erhebliche Kupfermengen fanden sich in Maadi, die wahrscheinlich aus Kupferstätten im Wadi ʿArabah im Südosten der Halbinsel Sinai stammten.
Die Handelswege nach Palästina wurden offenbar von ägyptischer Seite schon zu dieser Zeit gesichert. Dort hielten sich Ägypter auf, die mit lokalen Materialien in ägyptischer Technik arbeiteten. Sie unterhielten offenbar ein Netzwerk von Siedlungen.

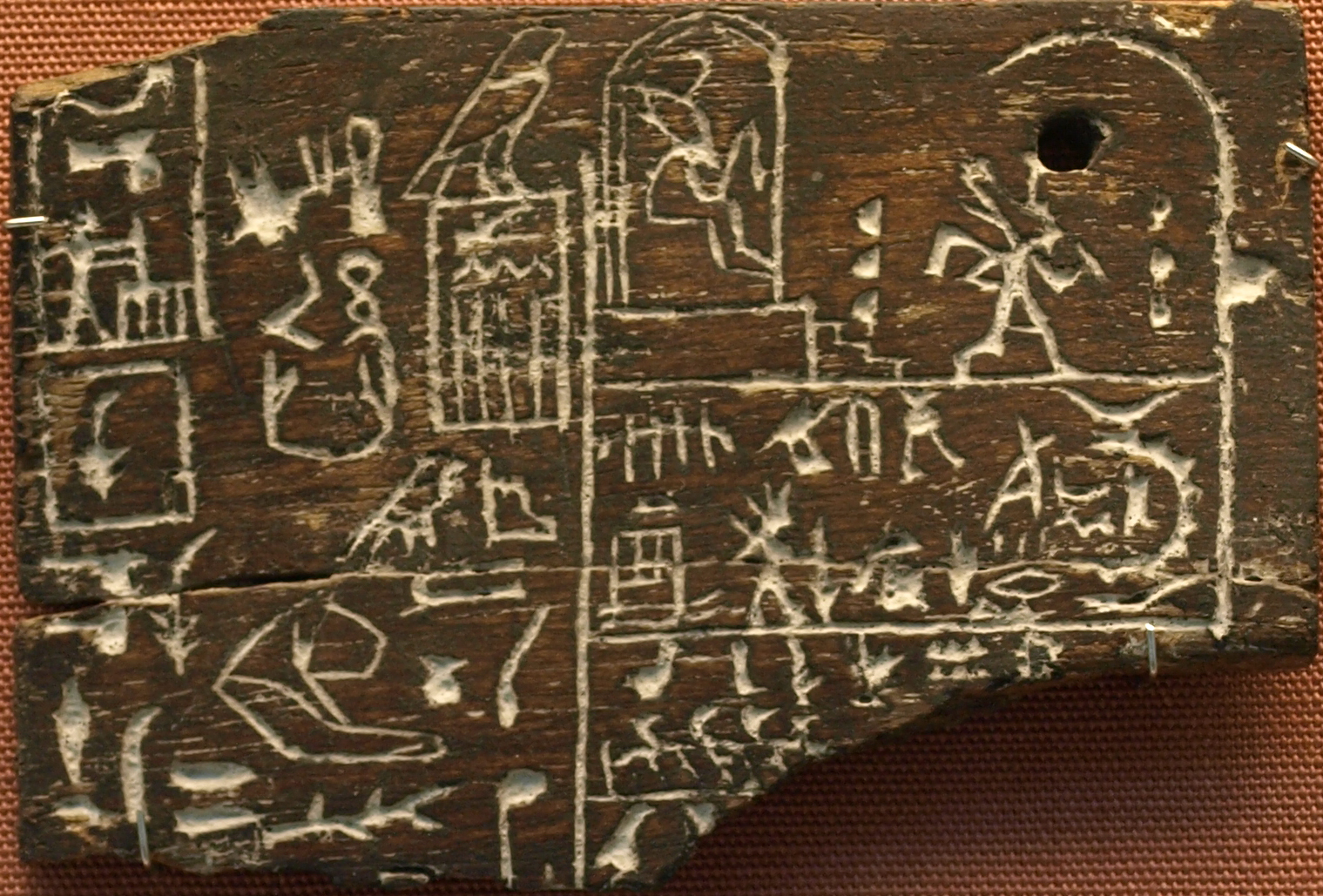
Elfenbeintafel des Pharaos Den aus seinem Grab in Abydos, frühes 3. Jahrtausend v. Chr. Die Tafel zeigt oben den laufenden Pharao während des Sedfestes sowie auf dem Thron sitzend; unten wird die Eroberung einer Festung dargestellt und die Gefangennahme von Feinden.

Auslöser für militärische Auseinandersetzungen war der Versuch des unter einem Pharao zentralisierten Ägyptens, die Kontrolle über Rohstoffe zu gewinnen, die für die gewaltige Bautätigkeit des Landes von großer Bedeutung waren. Pharao Aha entsandte mehrere Expeditionen in den Libanon und nach Palästina. Bei Ein haBesor im Südwesten Israels fand sich die Ruine einer Bastion, die aufgrund von Keramik- und Elfenbeinfunden in die frühe 1. Dynastie datiert werden kann. In Ahas Grab wiederum wurden Gefäßfragmente mit palästinischem Dekor gefunden. Auch Pharao Djer ordnete mehrere Expeditionen in den Sinai an. In seinem Grabkomplex fanden sich Schmuckstücke aus Türkis, der aus dem Sinai stammt. Auf mehreren Elfenbeinplaketten wurde der Sieg Dens über eine fremde Streitmacht festgehalten, der in den Inschriften als „Erste Niederschlagung des Ostens“ bezeichnet wird. Die Gegner wurden als Iuntiu („Bogenvolk“) bezeichnet. Diese waren Nomaden von der Halbinsel Sinai, die regelmäßig Überfälle auf die königlichen Türkisminen verübten. In einer Inschrift aus dem Wadi Maghara (Sinai) erscheint Djoser, wie er einen Gefangenen erschlägt. Neben ihm steht eine Göttin, hinter dieser steht nach der Beischrift der Verwalter der Wüste Anch-en-iti, der diese Expedition durchgeführt hatte. In der Nähe befinden sich Türkisminen, die wohl das Ziel waren.

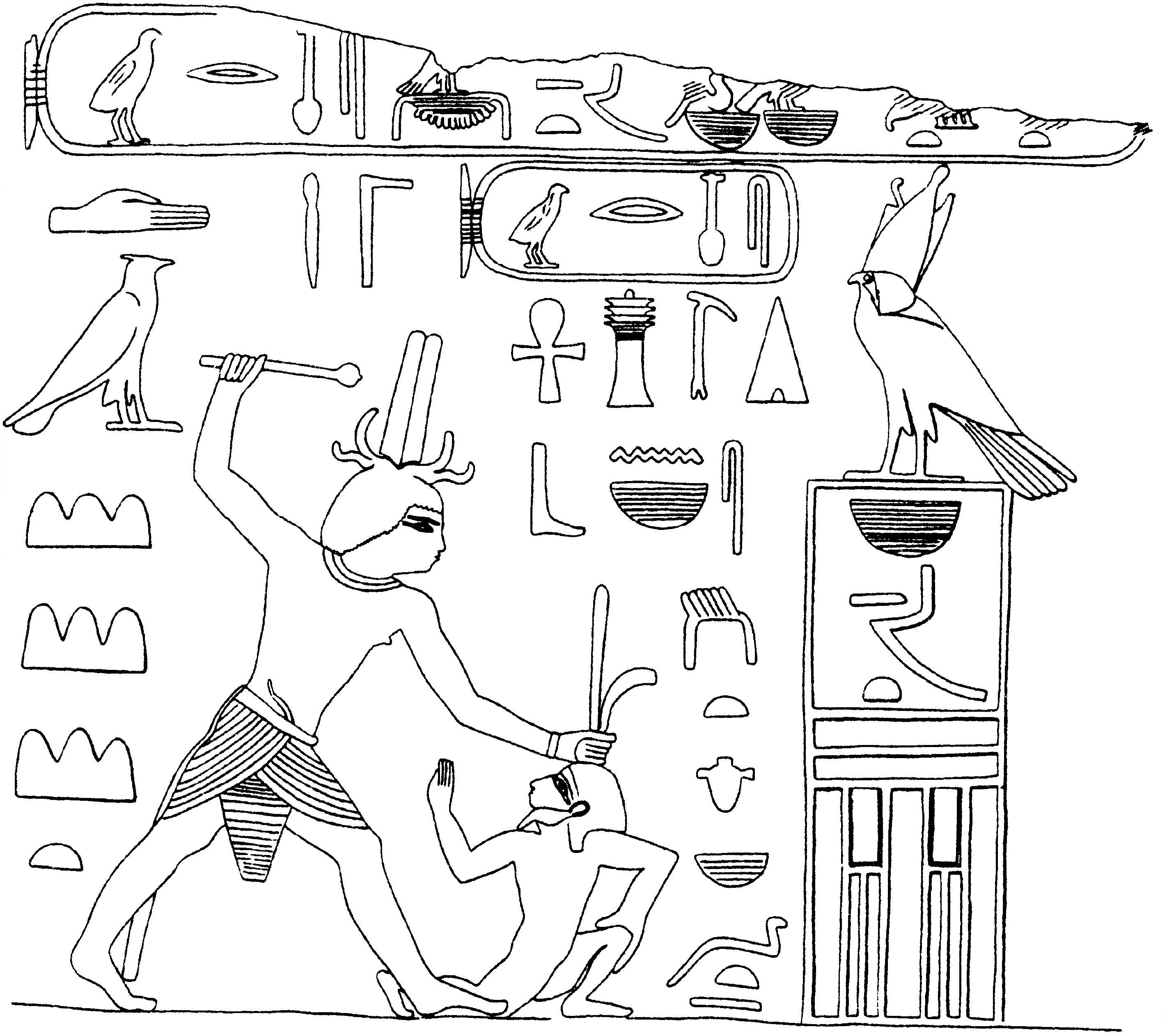
Snofru erschlägt einen Beduinen; Felsinschrift im Wadi Maghara, Sinai

Die Kontakte zu Ägypten waren aber auch durchaus friedlicher Natur. Der Palermostein berichtet vom Bau von Schiffen und der Ankunft von 40 Schiffsladungen Zedernholz aus dem Libanon, aus dem Schiffe gebaut und Palasttüren gefertigt wurden. Möglicherweise fand unter Snofru eine militärische Sicherung der Halbinsel Sinai mit ihren Kupfer- und Türkisvorkommen statt. Die einzige Quelle hierfür ist eine Felsinschrift im Wadi Maghara, auf der Snofru einen Beduinen erschlägt. Durch Graffiti ist Cheops im Wadi Maghara auf dem Sinai – dort als Beschützer der Minen – belegt. Auch Handelsbeziehungen der phönikischen Stadt Byblos nach Ägypten lassen sich nachweisen. Handelsbeziehungen mit dem syrischen Raum lassen sich durch eine Schale aus Ebla, das vielleicht die Handelsdrehscheibe zwischen Ägypten und Mesopotamien darstellte, und einen Siegelzylinder aus Byblos belegen, die beide den Namenszug des Chephren tragen. Der Name des Menkaure bzw. Mykerinos erscheint zudem auf einem Objekt aus Byblos. Unter Userkaf wurden bereits Expeditionen zum Libanon durchgeführt.
Unter Sahure richtete sich der einzige belegte Feldzug seiner Regierungszeit gegen Beduinen auf dem Sinai, wovon der König auf einem großen Relief berichten ließ. Die Handelsbeziehungen in diese Region werden durch ein Relief im Totentempel der Sahure-Pyramide unterstrichen, auf dem Schiffe abgebildet sind, deren Besatzungen aus Syrern bestehen. In Byblos wurde eine Alabasterschale mit dem Namenszug Neferirkares gefunden.
Mehrere Felsinschriften berichten von den üblichen Expeditionen in die Türkis-Minen im Wadi Maghara, und ein in Byblos gefundenes Alabastergefäß mit der Nennung eines Sedfestes des Djedkare belegt Handelskontakte dorthin. Ein Kriegszug nach Vorderasien ist durch eine bildliche Darstellung im Grab des Inti in Deschascha am Rande des Fayyum belegt. Die 6. Dynastie verlor nach Kriegszügen gegen Libyen, Nubien und Palästina an Einfluss.
Die Reichseinigung und damit das Mittlere Reich (2055–1650 v. Chr.) wird um Mentuhoteps 39. Regierungsjahr vollzogen worden sein. Auch gelang es, wieder einen gewissen Einfluss außerhalb Ägyptens zu gewinnen, wie im Libanon. Doch schon Amenemhet I. sah sich veranlasst am Ostrand des Deltas zum Schutz vor asiatischen Invasionen Mauern errichten zu lassen. Sesostris I. Sohn Amenemhet II. ist vor allem durch einen in Memphis gefundenen Annalenstein bekannt, auf dem Feldzüge nach Palästina erwähnt werden. Unter seinem Nachfolger Sesostris II. zeigen sogenannte Genut, eine Art Tage-Buch, unter ihnen das bedeutendste, in Memphis gefundene, dass es häufig Konflikte und Vertragsabschlüsse mit „Asiaten“ (Aamu) gab, wie schon Herodot (Historien 2106) bemerkte. Byblos und das nordsyrische Tunip erscheinen als Handelspartner, andere Städte als Kriegsgegner, von denen angeblich 1554 als Gefangene fortgeführt wurden. Diese hohen Zahlen könnten erklären, warum in späterer Zeit so viele asiatische Sklaven in ägyptischen Häusern lebten.
Unter Sesostris III. kam es, wie Herodot und Manetho berichten, zu zahlreichen Feldzügen. Diese Unternehmungen sind nur schlecht bezeugt. In den Quellen taucht jedoch nur ein einziger Feldzug nach Asien auf.

### Urbanisierung in der Frühen Bronzezeit II und III (bis 2300 v. Chr.)

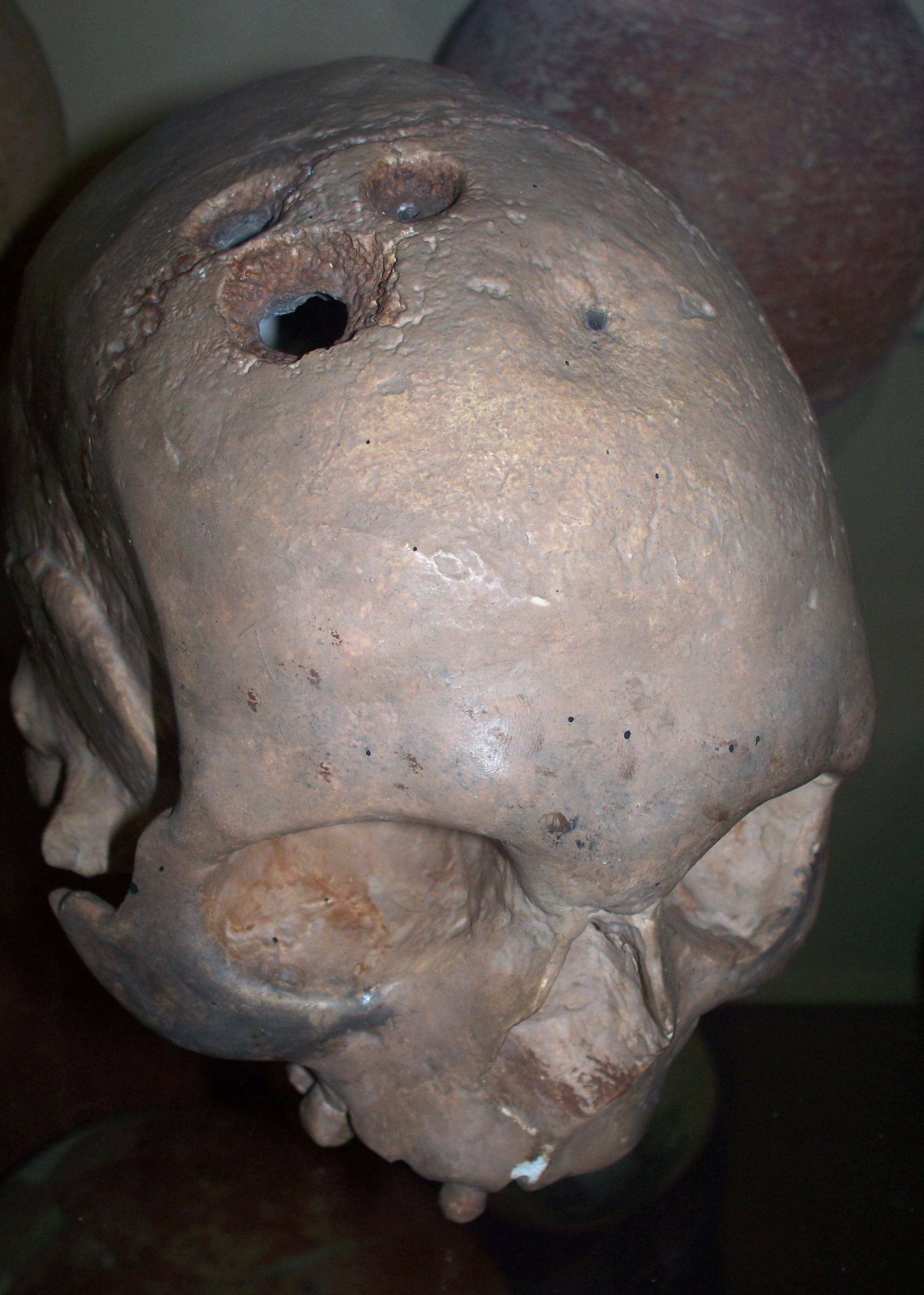
Schädel aus der frühen Bronzezeit aus der Gegend von Jericho mit Trepanationen. Den ersten Eingriff überstand das Individuum längere Zeit, wie die Verheilungsspuren erkennen lassen, doch starb der Mann kurz nach den beiden weiteren Eingriffen. (Archäologisches Museum Jordaniens in Amman)

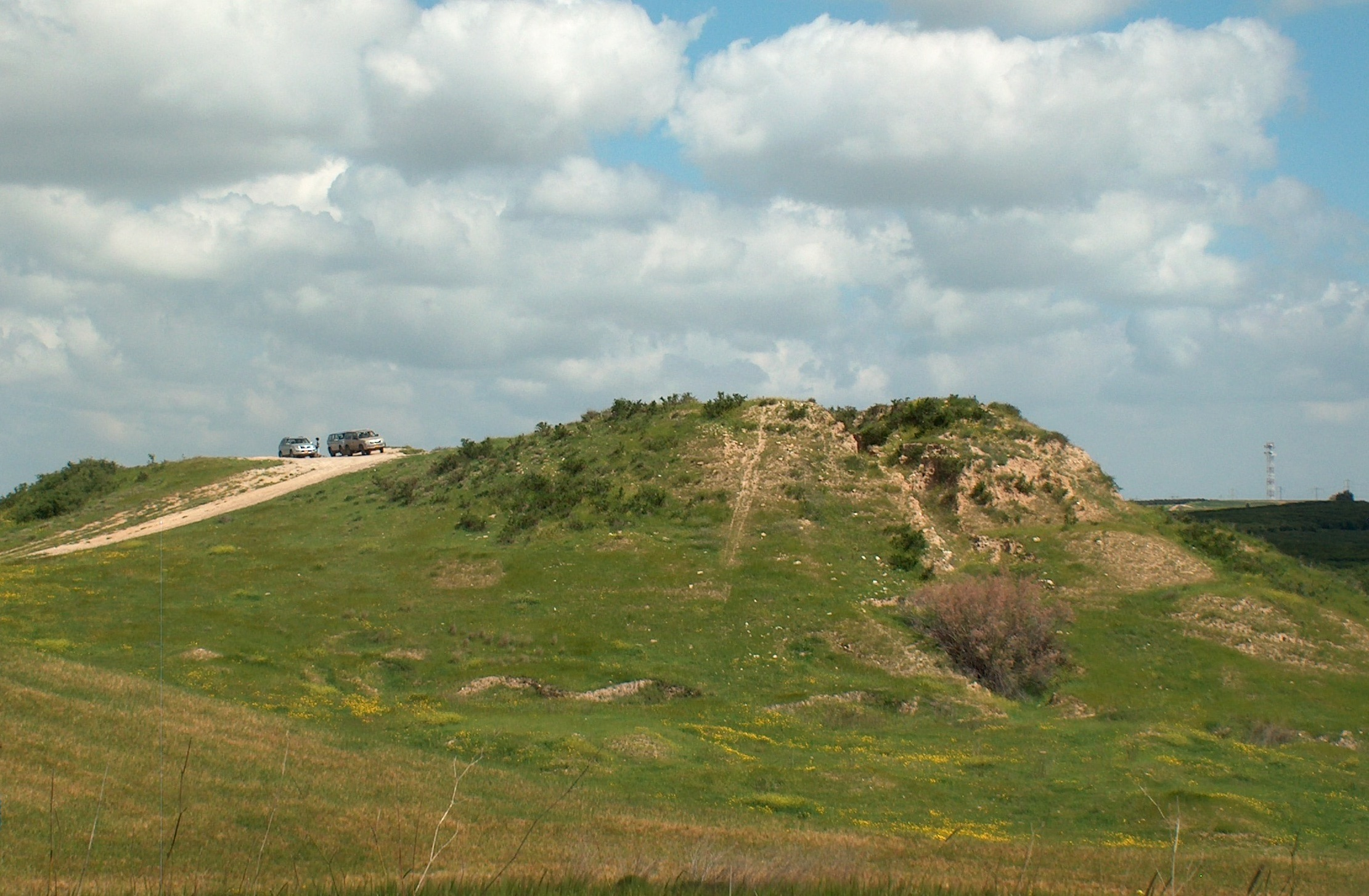
Tell el-Hesi

Eng mit diesen immer wieder aufflammenden Kämpfen dürfte die Existenz zahlreicher befestigter Siedlungen zusammenhängen. So wurden Dan, Chazor, Qadesh in Galiläa, Beth Yerah (Khirbet Kerak), Beit Scheʾan und Megiddo im Norden, Jericho, Lachisch und Tell el-Hesi im Süden ausgegraben. Daneben sind mehr als 260 Siedlungen aus dieser Epoche in Westpalästina bekannt. 20 von ihnen maßen mehr als 5 ha Fläche, Beth Yerah 22 ha, Yarmuth 16, Tell el-Hesi 10 ha, ebenso wie Ai und Tel Arad. Mazar schätzte, dass die Gesamtfläche der städtischen Siedlungen 600 ha umfasste, auf denen er 150.000 Einwohner annimmt. Sie konzentrierten sich in Galiläa, Samarien, Juda, was die Frühe Bronzezeit I auszeichnet. Hinzu kamen große Siedlungen in Transjordanien, wie Bab edh-Dhra'.
Frühebronzezeit-II-Siedlungen fanden sich im Negev und auf der südlichen Sinai-Halbinsel. Allein im Umkreis des späteren Katharinenklosters fanden sich mehr als 50 solcher Siedlungen. Die Siedlungen der Epoche wiesen mächtige Befestigungen auf, viele von ihnen waren von 3 oder 4 m dicken Mauern umgeben, gedeckt durch hufeisenförmige Türme. In den späteren bronzezeitlichen Abschnitten II und III wurden die Mauern weiter verstärkt, manche erreichten eine Dicke von 7 oder 8 m. Außerdem wurden die Bereiche vor den Mauern durch steile Hänge geschützt, an den schwächeren Stellen der Befestigung tauchten länglich-rechteckige Türme auf. Zudem tauchten Stadttore auf, wie etwa in Tell al-Fārʿah im Norden oder in Beth Yerah, Ai oder Arad.
Große Tempelanlagen wie in Megiddo wurden errichtet. Dessen drei Tempel maßen 17 mal 18 m mit bis zu 80 cm dicken Außenmauern. Die Anlagen besaßen offene Vorbauten mit zwei Säulen, ein Gang führte in einen großen Innenraum von 14 mal 9 m Grundfläche. Auf einem erhöhten Platz stand eine Gottheit, wobei jeder Tempel der Verehrung einer anderen diente.
Enorme Vorräte konnte sich Beth Yerah zulegen, da die Stadt über einen Speicher mit einer Fläche von 30 mal 40 m verfügte. Die äußeren Mauern maßen 10 m Dicke, neun 8 m starke Silos waren dort versenkt. Unter der Annahme, dass das Gebäude 7 m hoch war, konnten hier 1400 bis 1700 t Weizen oder anderes Getreide gelagert werden. Bei vielleicht 4000 bis 5000 Einwohnern konnte die Stadt vermutlich mit Getreide handeln oder es zumindest auf längere Zeit einlagern.

### Pastoralisierung in der Frühen Bronzezeit IV und Mittleren Bronzezeit I (2300/2250–2000 v. Chr.)
Am Ende der Frühen Bronzezeit II und III kam es zu einem Zusammenbruch der städtischen Kultur und zu einer Dominanz der Weidewirtschaft. Einen ähnlichen Niedergang sah Ägypten in der 7. bis 11. Dynastie. Erst mit der Mittleren Bronzezeit II setzte nach 2000 v. Chr. wieder städtisches Leben ein, etwa gleichzeitig mit dem Mittleren Reich in Ägypten. Zugleich begann eine schriftliche Tradition. Dieser Umbruch wird mit der Klimaveränderung des 4,2-Kilojahr-Ereignis in Verbindung gebracht.
Für die typische Keramik der Zeit sind mangels Siedlungen Friedhöfe die wichtigsten Fundorte, daneben aber auch Höhlen. Bei den Friedhöfen sind drei Typen zu unterscheiden, nämlich Schachtgräber in Westpalästina (sie sind die häufigste Form), von Tumuli bedeckte Dolmen auf den Golanhöhen und im Oberen Galiläa sowie ebenerdige Tumuli (cairns) im zentralen Negevgebiet. Die Schachtgräber erreichten, etwa in Jericho, Tiefen von bis zu 6 m. Die Tumuli im Negev entstanden innerhalb der Siedlungen. In der inneren Zelle wurde der Tote beigesetzt, wobei ihn Grabbeigaben wohl in ein jenseitiges Leben begleiten sollten. Wahrscheinlich wurden die Toten nur zeitweilig hier beigesetzt, bis man die Knochen separat beisetzen konnte.
Der kulturelle Bruch, so wurde angenommen, geht auf eine Invasion halbnomadischer, semitischer Stämme, der Amurru zurück, doch wurden auch indoeuropäische Gruppen oder im Binnenland lebende Nomaden dafür verantwortlich gemacht, die das Machtvakuum nach dem Zusammenbruch der urbanen Kultur füllten.
Eine wichtige Quelle für diese Epoche stammt aus Ägypten. Es handelt sich um Die Geschichte von Sinuhe, eine wohl fiktionale Erzählung von einem Ägypter, der in Palästina lebte und im Alter in seine Heimat zurückkehrte. Sie ist neben den Ächtungstexten die wichtigste ägyptische Quelle zum Palästina des frühen 2. Jahrtausends. Nach dem Zusammenbruch der urbanen Zentren hatten sich bereits wieder Stadtstaaten oder feste Siedlungen herausgebildet, daneben existierte aber auch weiterhin die Lebensform der Wanderbeweidung. Als Modell mag man sich Stämme neben Städten vorstellen, d. h. ein Nebeneinander nomadischer und urbaner Lebens- und Herrschaftsformen. So befand sich zumindest ein Teil der Amurriter im Prozess der Sesshaftwerdung und Urbanisierung.

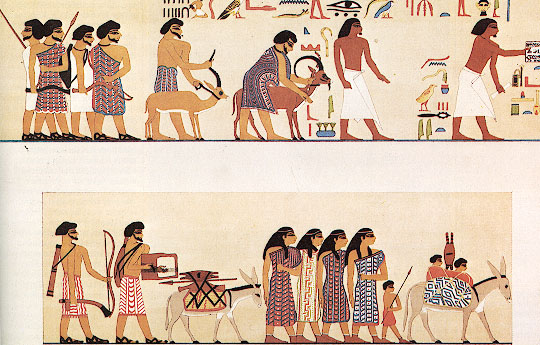
Darstellung von „Asiaten“ aus dem Grab des Chnumhotep II. im ägyptischen Beni Hasan. Er war Bürgermeister von Menat-Chufu in Mittelägypten und Vorsteher der Ostwüste und amtierte vom 19. Jahr Pharao Amenemhats II. bis mindestens zum 6. Regierungsjahr von Sesostris II. Einer seiner Söhne stieg bis zum Tjati (meist als Wesir übersetzt) auf.

Sinuhe lebte zwischen Nomaden und städtischen Herrschern definierter Gebiete. So war Byblos ein Stadtstaat von Bedeutung, allerdings wird in den Ächtungstexten auch vom Stamm von Byblos gesprochen. Abgesehen von Byblos erwähnt der Autor der Sinuhe-Erzählung keine Städte, obwohl die Stadtkultur gerade neu aufzublühen begann. Ludwig Morenz nimmt an, dass dadurch die Kontrastierung zwischen Ägypten und Palästina noch stärker herausgearbeitet wurde, betonte also das Fremde.
Erstmals taucht in der Sinuhe-Erzählung die Bezeichnung Ḥq3-ḫ3swt („Herrscher der Fremdländer“) auf (Sinuhe B98), die allgemein Hyksos genannt werden. Zur Zeit des Mittleren Reichs stand dieser Ausdruck für eine bestimmte Gruppe in der Bevölkerung Palästinas. Später waren damit Könige asiatischer Herkunft gemeint, die in Ägypten von etwa 1650 bis 1542 v. Chr. herrschten. Nach Ludwig Morenz handelt es sich bei den „Herrschern der Fremdländern“ in der Sinuhe-Erzählung um etablierte Herrscher, die sich in jener Zeit der Sesshaftwerdung im palästinensischen Raum von den umherziehenden Nomaden unterschieden. Mit der Figur des Amunenschi, des Fürsten von Oberretjenu, wird zudem in der ägyptischen Literatur erstmals ein Nichtägypter primär als ein Herrscher ausgewiesen. Der Autor ersetzt damit die übliche ethische Verallgemeinerung des Fremden als pauschal negativ konnotierte Größe. Indem er ägyptisch spricht, wird er sogar in die ägyptische Sinnwelt aufgenommen.

### Entwicklung der Landwirtschaft in der Bronzezeit
Die bronzezeitliche Landwirtschaftsgeschichte Palästinas war eng in einen gesamtlevantinischen Kultur-, Wirtschafts- und Klimaraum eingebunden, der auch weite Teile des heutigen Syriens umfasste. Gerste blieb in der gesamten Bronzezeit die dominierende Feldfrucht in dieser Region, wohl wegen ihrer hohen Widerstandsfähigkeit gegen Dürre und einen hohen Salzgehalt des Bodens. Auch Weizen spielte eine wichtige und zur späten Bronzezeit hin zunehmende Rolle. Dabei war die Art Emmer in der Frühen Bronzezeit im Süden dominant (möglicherweise als Folge von Kolonialismus und/oder Handelsnachfrage durch Ägypten). In der Mittleren Bronzezeit ging der Weizenanbau erheblich zurück, um in der späten Bronzezeit wieder zuzunehmen, nun aber vor allem mit spelzenlosen Arten und im Norden der Levante konzentriert. Im Feldanbau wurden darüber hinaus verschiedene Hülsenfrüchte kultiviert, wobei Linsen klar dominierten. Unklar ist die Verbreitung des Olivenbaums. In Schriftquellen findet er häufige Erwähnung, archäologische Funde von Pflanzenresten sind aber eher selten, am stärksten noch im Süden Palästinas. Ähnlich verhält es sich mit der Weinrebe. Funde von Überresten anderer Obstsorten sind jedoch noch seltener. In der Viehwirtschaft dominierten Schaf und Ziege, gefolgt von der Rinderzucht.
Das landwirtschaftliche Jahr begann wohl im September oder Oktober mit der Olivenernte, gefolgt von gestaffelten Getreideaussaaten von November bis Februar. Im März folgte die Flachsernte, bevor im April die Erntesaison für das Getreide einsetzte. An sie schlossen sich im Juni und Juli die Weinlese sowie im August die Ernte des übrigen Obstes an.
Organisiert war die Landwirtschaft der Region vor allem in kleinen Familienverbünden mit fünf bis zehn Mitgliedern, die wiederum in Dörfern mit 5 bis 20 Häusern siedelten. Ab der Frühen Bronzezeit II sind erstmals große, wohl herrschaftliche Einrichtungen zur Verarbeitung und Lagerung von Agrarprodukten sowie größere Bewässerungsanlagen bekannt, die nicht von einzeln agierenden Bauernfamilien errichtet sein können. In der Folge nimmt ihre Fundhäufigkeit bis zur Niedergangsphase am Ende der Frühen Bronzezeit zu. Aus der Frühen Bronzezeit IV sind durch Schrifttafeln aus Ebla erstmals größere Bestände von mehreren tausend Schafen und umfangreicher Landbesitz im direkten Eigentum des Palastes dokumentiert.
Der Niedergang am Ende der Frühen Bronzezeit IV brachte einen deutlichen Rückgang des Ackerbaus und einen Übergang zum Pastoralismus mit sich, jedoch erlosch die sesshafte Landwirtschaft nicht ganz. In der Mittleren und Späten Bronzezeit erfolgte neben der Reurbanisierung eine rasche Intensivierung der Landwirtschaft, deren Produktion sich zunehmend auf die Bedienung von städtischen Märkten und den Export ausrichtete – im Süden nach Ägypten, im Norden nach Mittani und zu den Hethitern. Damit scheint im Süden der Levante eine Intensivierung des Wein- und im Norden des Olivenanbaus verbunden gewesen zu sein. Zudem scheinen die herrschaftlichen Verwaltungen der Stadt-Königreiche stärkeren Einfluss auf die Landwirtschaft genommen zu haben. Die Produktion selbst blieb jedoch eher kleinteilig in Familien und Dörfern organisiert.

### Überblickswerke
- Daniel T. Potts (Hrsg.): A Companion to the Archaeology of the Ancient Near East, John Wiley & Sons, 2012.
- Adrian Nigel Goring-Morris, Erella Hovers, Anna Belfer-Cohen: The Dynamics of Pleistocene and Early Holocene Settlement Patterns in the Levant: An Overview, in: John J. Shea, Daniel E. Lieberman (Hrsg.): Transitions in Prehistory. Essays in Honor of Ofer Bar-Yosef, Oxbow Books, 2009.
- Gösta Werner Ahlström, Gary Orin Rollefson, Diana Vikander Edelman: The History of Ancient Palestine from the Palaeolithic Period to Alexander's Conquest, JSOT Press, 1993 (für älteste Geschichte stark veraltet).
- John J. Shea: Stone Tools in the Paleolithic and Neolithic Near East. A Guide, Cambridge University Press, 2013.
- Elena A. A. Garcea: South-Eastern Mediterranean Peoples between 130,000 and 10,000 Years Ago, Oxbow Books, 2010.
- Dieter Vieweger: Geschichte der biblischen Welt, I. Band: Paläolithikum bis Bronzezeit, II. Band: Eisenzeit, Gütersloher Verlag, Gütersloh 2019, ISBN 978-3-579-01479-1.

### Paläolithikum
- The Acheulian Site of Gesher Benot Yaʿaqov, Bd. 1: Naʿama Goren-Inbar, Ella Werker, Craig S. Feibel: Wood assemblage, Springer 2002, Bd. 2: Nira Alperson-Afil, Naʿama Goren-Inbar: Ancient flames and controlled use of fire, Springer, 2010.
- Michael Chazan, Liora Kolska Horwitz: Holon. A Lower Paleolithic Site in Israel, Peabody Museum of Archaeology and Ethnology, Harvard University, 2007.
- Donald O. Henry (Hrsg.): Neanderthals in the Levant. Behavioural Organization and the Beginnings of Human Modernity, Continuum International Publishing Group, New York 2003 (Schwerpunkt ist das jordanische Tor Faraj).
- Carlos E. Cordova, April Nowell, Michael Bisson, Christopher J. H. Ames, James Pokines, Melanie Chang, Maysoon al-Nahar: Interglacial and glacial desert refugia and the Middle Paleolithic of the Azraq Oasis, Jordan, in: Quaternary International 300 (2013) 94–110.

### Epipaläolithikum, Neolithikum
- A. Nigel Goring-Morris, Anna Belfer-Cohen: A Roof over One's Head. Developments in Near Eastern Residential Architecture Across the Epipalaeolithic-Neolithic Transition, in: Jean-Pierre Bocquet-Appel, ʿOfer Bar-Yosef: The Neolithic Demographic Transition and its Consequences, Springer, 2008, S. 239–286.
- Lisa A. Maher, Tobias Richter, Jay T. Stock: The Pre-Natufian Epipaleolithic: Long-term Behavioral Trends in the Levant, in: Evolutionary Anthropology 21,2 (2012) 69–81.
- ʿOfer Bar-Yosef: The Natufian Culture in the Levant. Threshold to the Origins of Agriculture, in: Evolutionary Anthropology 6 (1999) 159–177.
- Marion Benz: Die Neolithisierung im Vordern Orient. Theorien, archäologische Daten und ein ethnologisches Modell, Studies in Early Near Eastern Production, Subsistence and Environment 7. ex oriente, Berlin 2008².
- Tania Hardy-Smith, Phillip C. Edwards: The garbage crisis in prehistory: artefact discard patterns at the Early Natufian site of Wadi Hammeh 27 and the origins of household refuse disposal strategies, in: Journal of Anthropological Archaeology 23 (2004) 253–289.
- Gordon Hillman, Robert Hedges, Andrew Moore, Susan Colledge, Paul Pettitt: New evidence for Late Glacial cereal cultivation at Abu Hureyra on the Euphrates, in: The Holocene 11 (2001) 383–393.
- Natalie D. Munro: Zooarchaeological Measures of Hunting Pressure and Occupation Intensity in the Natufian. Implications for Agricultural Origins, in: Current Anthropology. Supplement 45 (2004), S. 5.
- Cheryl A. Makarewicz: The Younger Dryas and Hunter-Gatherer Transitions to Food Production in the Near East, in: Metin I. Eren (Hrsg.): Hunter-Gatherer Behavior. Human Response during the Younger Dryas, Left Coast Press, 2012, S. 195–230.
- Yosef Garfinkel, Doron Dag, Daniella Bar-Yosef Mayer: Neolithic Ashkelon, Institute of Archaeology, The Hebrew University of Jerusalem, 2008.
- Ian Kujit: Demography and Storage Systems During the Southern Levantine Neolithic Demographic Transition, in: Jean-Pierre Bocquet-Appel, ʿOfer Bar-Yosef: The Neolithic Demographic Transition and its Consequences, Springer 2008, S. 287–313.

### Bronzezeit
- Walter C. Kaiser Jr.: A History of Israel. From the Bronze Age to the Jewish Wars, Broadman and Holman, 1998.
- Israel Finkelstein: The Archaeology of the Israelite Settlement, Jerusalem 1988.
- Robert G. Hoyland: Arabia and the Arabs. From the Bronze Age to the Coming of Islam, Routledge, London / New York 2001.
- Lester L. Grabbe (Hrsg.): Israel in Transition 2. From Late Bronze II to Iron IIA (c. 1250–850 BCE): The Texts, New York / London 2010 (ab Samuel).
- Israel Finkelstein, Neil Asher Silberman: Keine Posaunen vor Jericho. Die archäologische Wahrheit über die Bibel. Beck, München 2006.
- Markus Witte, Johannes F. Diehl (Hrsg.): Israeliten und Phönizier. Ihre Beziehungen im Spiegel der Archäologie und der Literatur des Alten Testaments und seiner Umwelt, Fribourg und Göttingen 2008.
- Assaf Yasur-Landau: The Philistines and Aegean Migration at the End of the Late Bronze Age, Cambridge University Press, 2010.